# 福山市
福山市（日语：／ Fukuyama shi */?）是位於日本廣島縣東南部的行政區劃，東側緊鄰岡山縣，位于中國地方中南部，屬於備後地方，是福山都市圈的中心城市，現為中核市。
主要市區位於蘆田川中下游沿岸的福山平原及河口三角洲區域，北側屬於吉備高原，為高度約400公尺至500公尺的山區，南側包括沼隈半島以及位於瀨戶內海的田島、橫島、走島及周邊若干無人島嶼。
JFE鋼鐵在此設有西日本製鐵廠福山地區廠，為全日本規模最大的鋼鐵廠，其大量的周邊產業也讓福山市成為以工業為主的城市。

## 人口
最初在1916年福山市成立之時的人口數約為3萬2千人，此後隨著工業的發展以及逐漸合併周邊的行政區劃，在1960年代時人口快速的成長,至1975年時達到了約33萬，但之後人口成長開始趨於持平，直到2000年代因平成大合併將內海町、新市町、沼隈町、神邊町併入後，人口才再次有較大幅的變化並超過40萬人。
福山市的人口規模居于廣島縣內第二位，在中國地方和四國地方中第五位，次于廣島市、岡山市、松山市和倉敷市。
| 福山市人口分布圖 |                                               |  |
| 福山市與日本全國年齡別人口分布比較圖 （2005年資料） | 福山市的年齡、男女別人口分布圖 （2005年資料） |  |
| ■紫色是福山市 ■綠色是全国 | ■藍色是男性 ■紅色是女性                       |  |
| 福山市人口變化 \| 1970年 \| 355,264人 \| \| \| 1975年 \| 405,677人 \| \| \| 1980年 \| 425,675人 \| \| \| 1985年 \| 441,502人 \| \| \| 1990年 \| 445,403人 \| \| \| 1995年 \| 453,791人 \| \| \| 2000年 \| 456,908人 \| \| \| 2005年 \| 459,087人 \| \| \| 2010年 \| 461,357人 \| \| \| 2015年 \| 464,811人 \| \| \| 2020年 \| 460,930人 \| \| |                                               |  |
| 資料來源：日本總務省統計中心提供之人口普查數據 |                                               |  |
| 1970年 | 355,264人                                     |  |
| 1975年 | 405,677人                                     |  |
| 1980年 | 425,675人                                     |  |
| 1985年 | 441,502人                                     |  |
| 1990年 | 445,403人                                     |  |
| 1995年 | 453,791人                                     |  |
| 2000年 | 456,908人                                     |  |
| 2005年 | 459,087人                                     |  |
| 2010年 | 461,357人                                     |  |
| 2015年 | 464,811人                                     |  |
| 2020年 | 460,930人                                     |  |

## 歷史

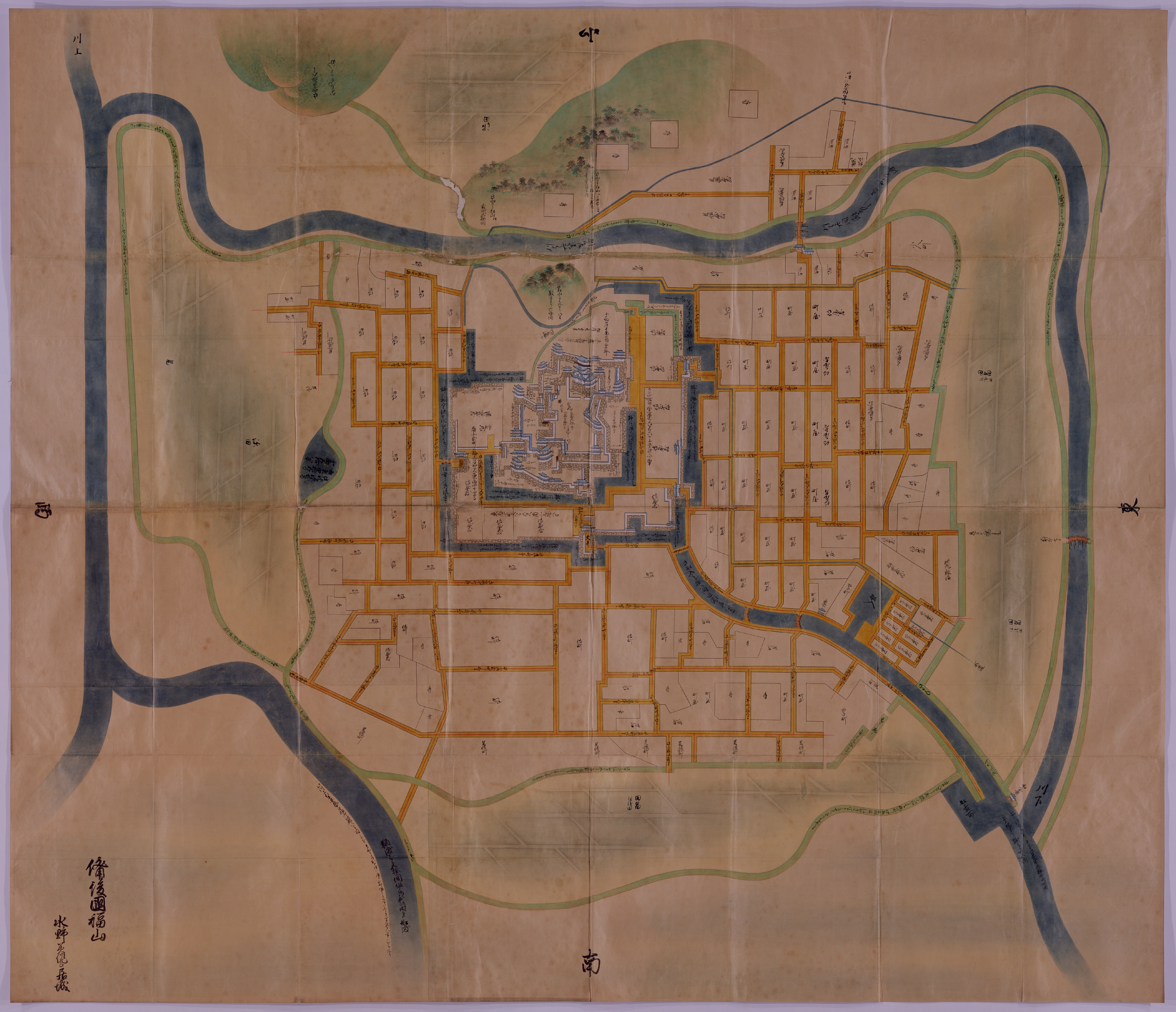
1644年繪製的福山城地圖

過去在令制國時代屬於備後國，但現在位於蘆田川河口三角洲的市中心地區，過去曾是一片海洋，為瀨戶內海的一部分，而位於沼隈半島南端的鞆之浦則由於深入瀨戶內海，並位於瀨戶內海的中心位置，成為當時沿海航行船隻等待潮流變化的中轉港口，眾多搭乘船隻的人們都會在此停留，也因此在八世紀編撰完成的萬葉集中，就有多首以此地為主題的詩歌。
沼隈半島後來為山田渡邊氏所掌控，在14世紀南北朝時代北朝及南朝曾在此處發生鞆合戰，16世紀毛利元就掌控此地後，在此建立鞆城作為掌控備後國的據點；後來室町幕府15代将軍足利義昭遭到織田信長逐出京都後，就曾在毛利氏的援助下在此居住，並一度建立鞆幕府的流亡政權。
14世紀成為備後國守護的朝山氏也曾在蘆田川的中游神邊平原東側的黃葉山興建神邊城。
大約在8世紀至12世紀期間，蘆田川河口區域才逐漸形成三角洲及泥灘，此時期在河口附近，也是沼隈半島東北側的草戶山上建立了明王院，並逐漸在周邊區域形成門前町聚落草戶千軒町，在13世紀至15世紀期間也曾發展為繁榮的港口城市，但後來在約17世紀時疑似因洪水淹沒而消失，目前已在蘆田川的河床之中發現過去草戶千軒町的遺址。
17世紀進入江戶時代後，水野勝成在蘆田川河口三角洲，也是神邊城和鞆城中間處，建立福山城，因此「福山」也開始成為本區域的地名，此後也成為備後國的政治中心，福山也開始以城下町的型態發展，並持續以圍墾的方式繼續在蘆田川河口區域填海取得更多的土地。
19世紀末明治維新實施廢藩置縣後，本地改隸屬福山縣，1871年福山縣與過去備後國的東部區域、備中國的全部區域一同被整併為新縣，由於新縣的縣廳即設於本地的福山城中，因此便以本地的郡名深津郡做為新的縣名，成為深津縣；不過在隔年因縣廳遷移至小田郡的笠岡代官所，縣名就被更名為小田縣。
後在1875年一度隨著小田縣被併入岡山縣，但僅一年後，過去屬於備後國的區域又從岡山縣分出，改劃入廣島縣。
1889年日本實施町村制，原本福山城下町的區域設置為福山町，1891年山陽鐵道（現在的山陽本線）通車，帶動了福山的發展，並在1916年升格改制為福山市，在當時為廣島縣內第四個成立的市；此後在1933年、1942年、1956年、1962年先後將周邊的23個行政區劃併入，福山市的轄區範圍因而往北擴張至石槌山，往南包括了沼隈半島的東半部；沼隈半島的西半部則是在1954年整併為松永市，兩個城市在1966年進行對等合併，合併後仍繼續沿用福山市的名稱。
此後福山市的轄區繼續在1974年、1975年、2003年、2006年往北擴張，先後將蘆田町、加茂町、站家町、新市町、神邊町併入，而位於沼隈半島南部以及田島、橫島上的沼隈町、內海町也在2003年及2005年併入，福山市的將轄區範圍也因此擴張至518平方公里。

### 變遷表
| 1889年4月1日 | 1898年 - 1926年           | 1898年 - 1926年           | 1926年 - 1954年            | 1926年 - 1954年            | 1955年 - 1989年            | 1955年 - 1989年            | 1989年 - 現在                  | 現在                           |
| ------------ | ------------------------- | ------------------------- | -------------------------- | -------------------------- | -------------------------- | -------------------------- | ------------------------------ | ------------------------------ |
| 藤尾村       | 藤尾村                    | 藤尾村                    | 藤尾村                     | 藤尾村                     | 1959年7月1日 併入三和町    | 1959年7月1日 併入三和町    | 2004年11月5日 合併為神石高原町 | 2004年11月5日 合併為神石高原町 |
| 藤尾村       | 藤尾村                    | 藤尾村                    | 藤尾村                     | 藤尾村                     | 1959年7月1日 併入新市町    | 新市町                     | 2003年2月3日 併入福山市        | 福山市                         |
| 常金丸村     | 常金丸村                  | 常金丸村                  | 常金丸村                   | 常金丸村                   | 1955年2月1日 合併為新市町  | 新市町                     | 2003年2月3日 併入福山市        | 福山市                         |
| 新市村       | 1907年1月1日 新市町       | 1907年1月1日 新市町       | 1907年1月1日 新市町        | 1907年1月1日 新市町        | 1955年2月1日 合併為新市町  | 新市町                     | 2003年2月3日 併入福山市        | 福山市                         |
| 網引村       |                           |                           |                            |                            | 1955年2月1日 合併為新市町  | 新市町                     | 2003年2月3日 併入福山市        | 福山市                         |
| 戶田村       | 1895年9月21日 戶手村      | 1895年9月21日 戶手村      | 1895年9月21日 戶手村       | 1895年9月21日 戶手村       | 1955年2月1日 合併為新市町  | 新市町                     | 2003年2月3日 併入福山市        | 福山市                         |
| 戶田村       | 1895年9月21日 近田村      | 1895年9月21日 近田村      | 1895年9月21日 近田村       | 1895年9月21日 近田村       | 1955年1月1日 合併為驛家町  | 1975年2月1日 併入福山市    | 福山市                         | 福山市                         |
| 江良村       | 1913年7月1日 合併為驛家村 | 1913年7月1日 合併為驛家村 | 1947年11月3日 驛家町       | 1947年11月3日 驛家町       | 1955年1月1日 合併為驛家町  | 1975年2月1日 併入福山市    | 福山市                         | 福山市                         |
| 倉光村       | 1913年7月1日 合併為驛家村 | 1913年7月1日 合併為驛家村 | 1947年11月3日 驛家町       | 1947年11月3日 驛家町       | 1955年1月1日 合併為驛家町  | 1975年2月1日 併入福山市    | 福山市                         | 福山市                         |
| 中島村       | 1913年7月1日 合併為驛家村 | 1913年7月1日 合併為驛家村 | 1947年11月3日 驛家町       | 1947年11月3日 驛家町       | 1955年1月1日 合併為驛家町  | 1975年2月1日 併入福山市    | 福山市                         | 福山市                         |
| 坊寺村       | 1913年7月1日 合併為驛家村 | 1913年7月1日 合併為驛家村 | 1947年11月3日 驛家町       | 1947年11月3日 驛家町       | 1955年1月1日 合併為驛家町  | 1975年2月1日 併入福山市    | 福山市                         | 福山市                         |
| 萬能倉村     | 1913年7月1日 合併為驛家村 | 1913年7月1日 合併為驛家村 | 1947年11月3日 驛家町       | 1947年11月3日 驛家町       | 1955年1月1日 合併為驛家町  | 1975年2月1日 併入福山市    | 福山市                         | 福山市                         |
| 服部村       |                           |                           |                            |                            | 1955年1月1日 合併為驛家町  | 1975年2月1日 併入福山市    | 福山市                         | 福山市                         |
| 宜山村       |                           |                           |                            |                            | 1955年1月1日 合併為驛家町  | 1975年2月1日 併入福山市    | 福山市                         | 福山市                         |
| 法成寺村     | 法成寺村                  | 法成寺村                  | 1941年10月1日 合併為加法村 | 1941年10月1日 合併為加法村 | 1956年9月30日 併入驛家町   | 1975年2月1日 併入福山市    | 福山市                         | 福山市                         |
| 下加茂村     | 下加茂村                  | 下加茂村                  | 1941年10月1日 合併為加法村 | 1941年10月1日 合併為加法村 | 1956年9月30日 併入加茂町   | 1975年2月1日 併入福山市    | 福山市                         | 福山市                         |
| 加茂村       | 加茂村                    | 加茂村                    | 加茂村                     | 加茂村                     | 1955年3月31日 合併為加茂町 | 1975年2月1日 併入福山市    | 福山市                         | 福山市                         |
| 廣瀨村       |                           |                           |                            |                            | 1955年3月31日 合併為加茂町 | 1975年2月1日 併入福山市    | 福山市                         | 福山市                         |
| 山野村       |                           |                           |                            |                            | 1955年3月31日 合併為加茂町 | 1975年2月1日 併入福山市    | 福山市                         | 福山市                         |
| 有磨村       | 有磨村                    | 有磨村                    | 有磨村                     | 有磨村                     | 1955年4月1日 合併為蘆田町  | 1974年4月1日 併入福山市    | 福山市                         | 福山市                         |
| 福相村       |                           |                           |                            |                            | 1955年4月1日 合併為蘆田町  | 1974年4月1日 併入福山市    | 福山市                         | 福山市                         |
| 大津野村     | 大津野村                  | 大津野村                  | 大津野村                   | 大津野村                   | 1955年3月31日 合併為深安町 | 1962年1月1日 併入福山市    | 福山市                         | 福山市                         |
| 春日村       |                           |                           |                            |                            | 1955年3月31日 合併為深安町 | 1962年1月1日 併入福山市    | 福山市                         | 福山市                         |
| 坪生村       |                           |                           |                            |                            | 1955年3月31日 合併為深安町 | 1962年1月1日 併入福山市    | 福山市                         | 福山市                         |
| 福山町       | 福山町                    | 1916年7月1日 福山市       | 1916年7月1日 福山市        | 福山市                     | 福山市                     | 1966年0月1日 合併為福山市  | 福山市                         | 福山市                         |
| 野上村       | 1913年4月1日 併入福山町   | 1916年7月1日 福山市       | 1916年7月1日 福山市        | 福山市                     | 福山市                     | 1966年0月1日 合併為福山市  | 福山市                         | 福山市                         |
| 三吉村       | 1913年4月1日 併入福山町   | 1916年7月1日 福山市       | 1916年7月1日 福山市        | 福山市                     | 福山市                     | 1966年0月1日 合併為福山市  | 福山市                         | 福山市                         |
| 川口村       | 川口村                    | 川口村                    | 1933年1月1日 併入福山市    | 福山市                     | 福山市                     | 1966年0月1日 合併為福山市  | 福山市                         | 福山市                         |
| 木之庄村     |                           |                           | 1933年1月1日 併入福山市    | 福山市                     | 福山市                     | 1966年0月1日 合併為福山市  | 福山市                         | 福山市                         |
| 手城村       |                           |                           | 1933年1月1日 併入福山市    | 福山市                     | 福山市                     | 1966年0月1日 合併為福山市  | 福山市                         | 福山市                         |
| 奈良津村     |                           |                           | 1933年1月1日 併入福山市    | 福山市                     | 福山市                     | 1966年0月1日 合併為福山市  | 福山市                         | 福山市                         |
| 深津村       |                           |                           | 1933年1月1日 併入福山市    | 福山市                     | 福山市                     | 1966年0月1日 合併為福山市  | 福山市                         | 福山市                         |
| 本庄村       |                           |                           | 1933年1月1日 併入福山市    | 福山市                     | 福山市                     | 1966年0月1日 合併為福山市  | 福山市                         | 福山市                         |
| 吉津村       |                           |                           | 1933年1月1日 併入福山市    | 福山市                     | 福山市                     | 1966年0月1日 合併為福山市  | 福山市                         | 福山市                         |
| 神島村       |                           |                           | 1933年1月1日 併入福山市    | 福山市                     | 福山市                     | 1966年0月1日 合併為福山市  | 福山市                         | 福山市                         |
| 草戶村       |                           |                           | 1933年1月1日 併入福山市    | 福山市                     | 福山市                     | 1966年0月1日 合併為福山市  | 福山市                         | 福山市                         |
| 佐波村       |                           |                           | 1933年1月1日 併入福山市    | 福山市                     | 福山市                     | 1966年0月1日 合併為福山市  | 福山市                         | 福山市                         |
| 鄉分村       | 鄉分村                    | 鄉分村                    | 1942年7月1日 併入福山市    | 福山市                     | 福山市                     | 1966年0月1日 合併為福山市  | 福山市                         | 福山市                         |
| 山手村       |                           |                           | 1942年7月1日 併入福山市    | 福山市                     | 福山市                     | 1966年0月1日 合併為福山市  | 福山市                         | 福山市                         |
| 市村         | 市村                      | 市村                      | 市村                       | 市村                       | 1956年9月30日 併入福山市   | 1966年0月1日 合併為福山市  | 福山市                         | 福山市                         |
| 千田村       |                           |                           |                            |                            | 1956年9月30日 併入福山市   | 1966年0月1日 合併為福山市  | 福山市                         | 福山市                         |
| 引野村       |                           |                           |                            |                            | 1956年9月30日 併入福山市   | 1966年0月1日 合併為福山市  | 福山市                         | 福山市                         |
| 上岩成村     | 上岩成村                  | 上岩成村                  | 1938年10月1日 合併為御幸村 | 1938年10月1日 合併為御幸村 | 1956年9月30日 併入福山市   | 1966年0月1日 合併為福山市  | 福山市                         | 福山市                         |
| 下岩成村     |                           |                           | 1938年10月1日 合併為御幸村 | 1938年10月1日 合併為御幸村 | 1956年9月30日 併入福山市   | 1966年0月1日 合併為福山市  | 福山市                         | 福山市                         |
| 中津原村     |                           |                           | 1938年10月1日 合併為御幸村 | 1938年10月1日 合併為御幸村 | 1956年9月30日 併入福山市   | 1966年0月1日 合併為福山市  | 福山市                         | 福山市                         |
| 森脇村       |                           |                           | 1938年10月1日 合併為御幸村 | 1938年10月1日 合併為御幸村 | 1956年9月30日 併入福山市   | 1966年0月1日 合併為福山市  | 福山市                         | 福山市                         |
| 鞆町         | 鞆町                      | 鞆町                      | 1942年7月1日 鞆町          | 1942年7月1日 鞆町          | 1956年9月30日 併入福山市   | 1966年0月1日 合併為福山市  | 福山市                         | 福山市                         |
| 田尻村       |                           |                           | 1942年7月1日 鞆町          | 1942年7月1日 鞆町          | 1956年9月30日 併入福山市   | 1966年0月1日 合併為福山市  | 福山市                         | 福山市                         |
| 走島村       |                           |                           | 1942年7月1日 鞆町          | 1942年7月1日 鞆町          | 1956年9月30日 併入福山市   | 1966年0月1日 合併為福山市  | 福山市                         | 福山市                         |
| 水吞村       | 水吞村                    | 水吞村                    | 1947年8月1日 水吞町        | 1947年8月1日 水吞町        | 1956年9月30日 併入福山市   | 1966年0月1日 合併為福山市  | 福山市                         | 福山市                         |
| 赤坂村       |                           |                           |                            |                            | 1956年9月30日 併入福山市   | 1966年0月1日 合併為福山市  | 福山市                         | 福山市                         |
| 熊野村       |                           |                           |                            |                            | 1956年9月30日 併入福山市   | 1966年0月1日 合併為福山市  | 福山市                         | 福山市                         |
| 瀨戶村       |                           |                           |                            |                            | 1956年9月30日 併入福山市   | 1966年0月1日 合併為福山市  | 福山市                         | 福山市                         |
| 津之鄉村     |                           |                           |                            |                            | 1956年9月30日 併入福山市   | 1966年0月1日 合併為福山市  | 福山市                         | 福山市                         |
| 松永村       | 1900年3月3日 松永町       | 1900年3月3日 松永町       | 1953年4月1日 松永町        | 1954年3月31日 松永市       | 1954年3月31日 松永市       | 1966年0月1日 合併為福山市  | 福山市                         | 福山市                         |
| 今津村       | 今津村                    | 1926年11月1日 今津町      | 1953年4月1日 松永町        | 1954年3月31日 松永市       | 1954年3月31日 松永市       | 1966年0月1日 合併為福山市  | 福山市                         | 福山市                         |
| 神村         |                           |                           |                            | 1954年3月31日 松永市       | 1954年3月31日 松永市       | 1966年0月1日 合併為福山市  | 福山市                         | 福山市                         |
| 金江村       |                           |                           |                            | 1954年3月31日 松永市       | 1954年3月31日 松永市       | 1966年0月1日 合併為福山市  | 福山市                         | 福山市                         |
| 東村         |                           |                           |                            | 1954年3月31日 松永市       | 1954年3月31日 松永市       | 1966年0月1日 合併為福山市  | 福山市                         | 福山市                         |
| 藤江村       |                           |                           |                            | 1954年3月31日 松永市       | 1954年3月31日 松永市       | 1966年0月1日 合併為福山市  | 福山市                         | 福山市                         |
| 本鄉村       |                           |                           |                            | 1954年3月31日 松永市       | 1954年3月31日 松永市       | 1966年0月1日 合併為福山市  | 福山市                         | 福山市                         |
| 柳津村       |                           |                           |                            | 1954年3月31日 松永市       | 1954年3月31日 松永市       | 1966年0月1日 合併為福山市  | 福山市                         | 福山市                         |
| 田島村       | 田島村                    | 田島村                    | 田島村                     | 田島村                     | 1955年3月31日 內海町       | 1955年3月31日 內海町       | 2003年2月3日 併入福山市        | 福山市                         |
| 橫島村       |                           |                           |                            |                            | 1955年3月31日 內海町       | 1955年3月31日 內海町       | 2003年2月3日 併入福山市        | 福山市                         |
| 千年村       | 千年村                    | 千年村                    | 千年村                     | 千年村                     | 1955年3月31日 沼隈町       | 1955年3月31日 沼隈町       | 2005年2月1日 併入福山市        | 福山市                         |
| 山南村       |                           |                           |                            |                            | 1955年3月31日 沼隈町       | 1955年3月31日 沼隈町       | 2005年2月1日 併入福山市        | 福山市                         |
| 川北村       | 川北村                    | 川北村                    | 1929年3月1日 合併為神邊町  | 1954年3月31日 合併為神邊町 | 1954年3月31日 合併為神邊町 | 1954年3月31日 合併為神邊町 | 2006年3月1日 併入福山市        | 福山市                         |
| 川南村       |                           |                           | 1929年3月1日 合併為神邊町  | 1954年3月31日 合併為神邊町 | 1954年3月31日 合併為神邊町 | 1954年3月31日 合併為神邊町 | 2006年3月1日 併入福山市        | 福山市                         |
| 上竹田村     | 上竹田村                  | 上竹田村                  | 1941年2月11日 合併為竹尋村 | 1954年3月31日 合併為神邊町 | 1954年3月31日 合併為神邊町 | 1954年3月31日 合併為神邊町 | 2006年3月1日 併入福山市        | 福山市                         |
| 下竹田村     |                           |                           | 1941年2月11日 合併為竹尋村 | 1954年3月31日 合併為神邊町 | 1954年3月31日 合併為神邊町 | 1954年3月31日 合併為神邊町 | 2006年3月1日 併入福山市        | 福山市                         |
| 八尋村       |                           |                           | 1941年2月11日 合併為竹尋村 | 1954年3月31日 合併為神邊町 | 1954年3月31日 合併為神邊町 | 1954年3月31日 合併為神邊町 | 2006年3月1日 併入福山市        | 福山市                         |
| 中條村       |                           |                           |                            | 1954年3月31日 合併為神邊町 | 1954年3月31日 合併為神邊町 | 1954年3月31日 合併為神邊町 | 2006年3月1日 併入福山市        | 福山市                         |
| 道上村       |                           |                           |                            | 1954年3月31日 合併為神邊町 | 1954年3月31日 合併為神邊町 | 1954年3月31日 合併為神邊町 | 2006年3月1日 併入福山市        | 福山市                         |
| 御野村       |                           |                           |                            | 1954年3月31日 合併為神邊町 | 1954年3月31日 合併為神邊町 | 1954年3月31日 合併為神邊町 | 2006年3月1日 併入福山市        | 福山市                         |
| 湯田村       |                           |                           |                            | 1954年3月31日 合併為神邊町 | 1954年3月31日 合併為神邊町 | 1954年3月31日 合併為神邊町 | 2006年3月1日 併入福山市        | 福山市                         |

## 行政

### 歷任市長
| 屆                   | 任       | 姓名     | 上任日期      | 卸任日期      | 備註                                             |
| 官派市長             | 官派市長 | 官派市長 | 官派市長      | 官派市長      | 官派市長                                         |
| -------------------- | -------- | -------- | ------------- | ------------- | ------------------------------------------------ |
|                      | 1        | 阿武信一 | 1916年10月    | 1926年12月    | 原福山町町長                                     |
|                      | 2        | 中野有光 | 1927年9月     | 1938年12月    |                                                  |
|                      | 3        | 小林壽夫 | 1938年12月    | 1944年8月     |                                                  |
|                      | 4        | 三谷一二 | 1944年9月     | 1946年3月     |                                                  |
|                      | 5        | 小林和一 | 1946年3月29日 | 1947年3月19日 |                                                  |
| 第一代福山市民選市長 |          |          |               |               |                                                  |
| 1                    | 6        | 藤井正男 | 1947年4月     | 1951年4月     |                                                  |
| 2                    | 6        | 藤井正男 | 1951年4月     | 1955年4月     |                                                  |
| 3                    | 7        | 德永豐   | 1955年5月1日  | 1959年4月30日 |                                                  |
| 4                    | 7        | 德永豐   | 1959年5月1日  | 1963年4月30日 |                                                  |
| 5                    | 7        | 德永豐   | 1963年5月1日  | 1966年4月30日 | 因福山市與松永市合併，任期提前結束。             |
| 第二代福山市民選市長 |          |          |               |               |                                                  |
| 1                    | 7        | 德永豐   | 1966年5月12日 | 1970年5月11日 | 原福山市市長，於合併後的市長選舉中再次當選市長。 |
| 2                    | 8        | 立石定夫 | 1970年5月12日 | 1974年5月11日 |                                                  |
| 3                    | 8        | 立石定夫 | 1974年5月12日 | 1978年5月11日 |                                                  |
| 4                    | 8        | 立石定夫 | 1978年5月12日 | 1979年7月28日 | 因參加眾議員選舉而辭職。                         |
| 5                    | 9        | 中川弘   | 1979年8月26日 | 1983年8月25日 |                                                  |
| 6                    | 10       | 牧本幹男 | 1983年8月26日 | 1987年8月25日 | 於選舉中擊敗原任市長當選                         |
| 7                    | 10       | 牧本幹男 | 1987年8月26日 | 1991年8月25日 |                                                  |
| 8                    | 11       | 三好章   | 1991年8月26日 | 1995年8月25日 |                                                  |
| 9                    | 11       | 三好章   | 1995年8月26日 | 1999年8月25日 |                                                  |
| 10                   | 11       | 三好章   | 1999年8月26日 | 2003年8月25日 |                                                  |
| 11                   | 11       | 三好章   | 2003年8月26日 | 2004年8月9日  | 因病住院後辭職，後於8月14日過世。                |
| 12                   | 12       | 羽田皓   | 2004年9月5日  | 2008年9月4日  |                                                  |
| 13                   | 12       | 羽田皓   | 2008年9月5日  | 2012年9月4日  |                                                  |
| 14                   | 12       | 羽田皓   | 2012年9月5日  | 2016年9月4日  |                                                  |
| 15                   | 13       | 枝廣直幹 | 2016年9月5日  | 2020年9月4日  |                                                  |
| 16                   | 13       | 枝廣直幹 | 2020年9月5日  | 2024年9月4日  |                                                  |
| 17                   | 13       | 枝廣直幹 | 2025年9月5日  | 現任          |                                                  |
| 參考資料：           |          |          |               |               |                                                  |

## 交通

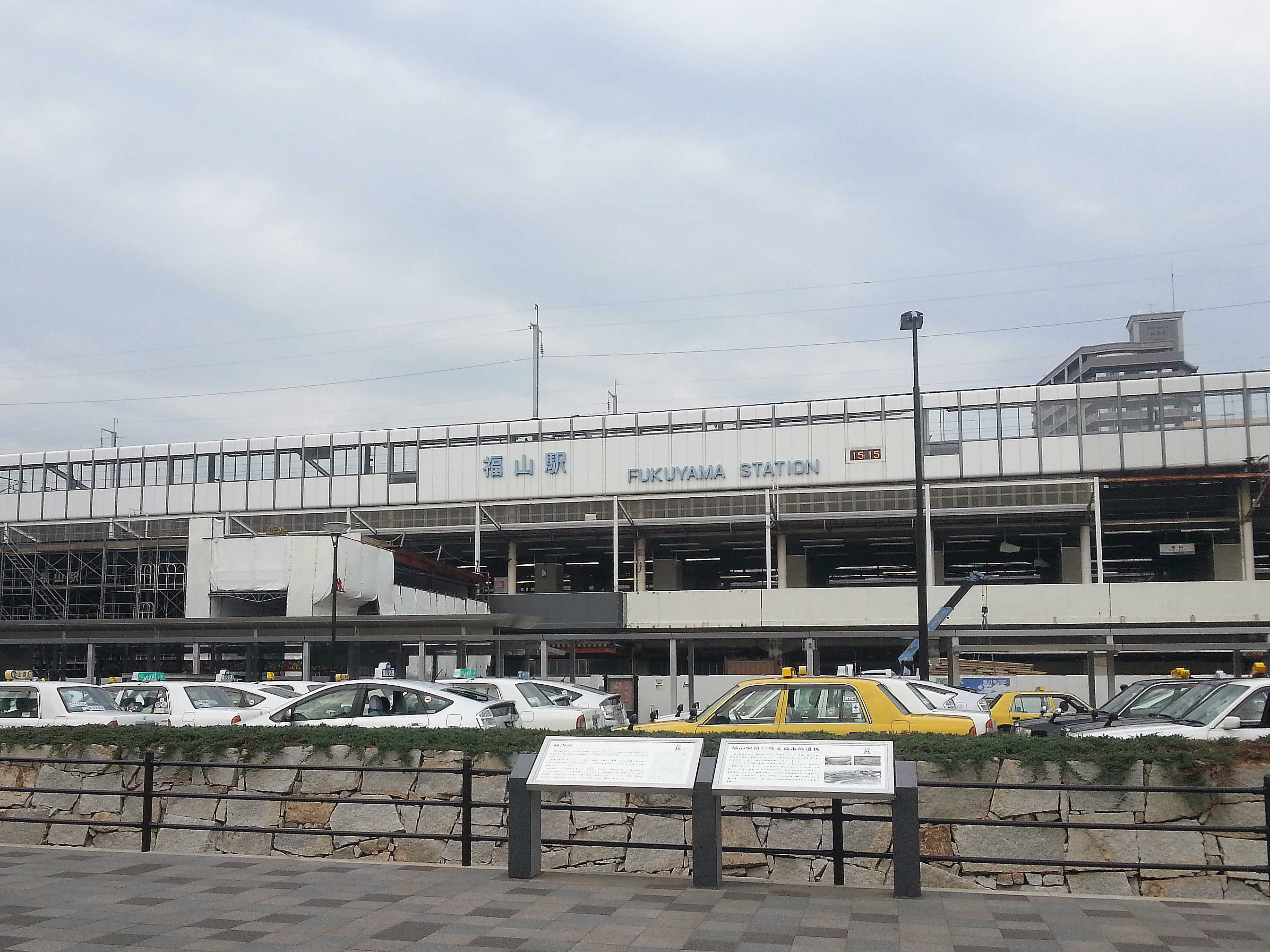
福山車站

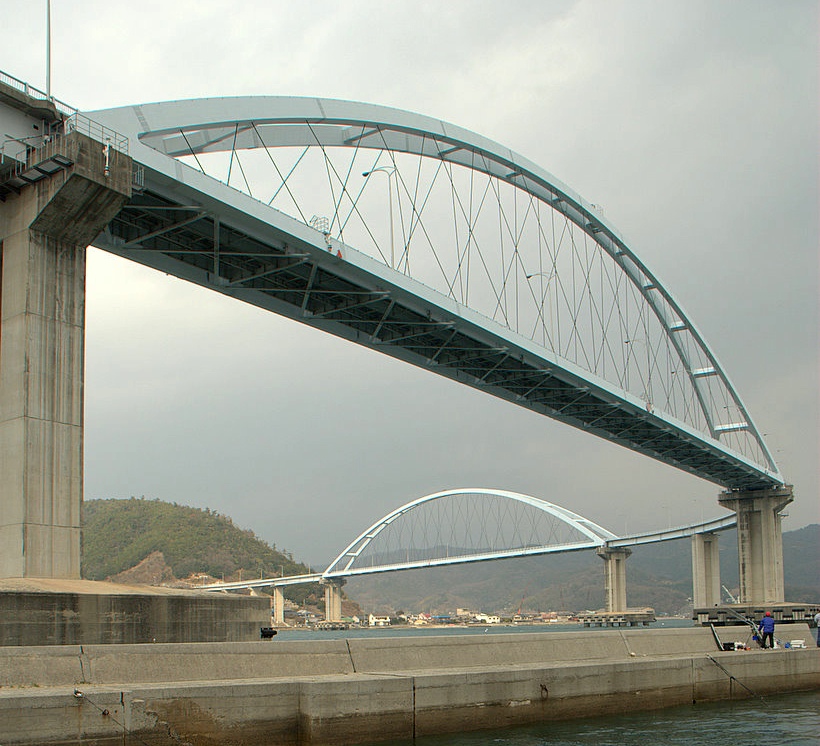
連結沼隈半島和田島的內海大橋

西日本旅客鐵道的山陽新幹線及山陽本線及高速公路山陽自動車道皆是以東西向穿過福山市的主要市區，市區中的福山車站為對外的主要車站，自此搭乘新幹線最快可在約15分鐘抵達岡山車站，約25分鐘內抵達廣島車站、一小時內抵達新大阪車站，而至東京車站的車程則約在四小時以內。
廣島機場位於福山市區西側約40公里處，在廣島機場有直達巴士約一小時可直接抵達福山市區；而岡山機場位於福山市區東側約55公里處，雖然岡山機場沒有至福山市的直達巴士，但可在岡山車站轉乘新幹線，同樣約可在一小時內抵達福山市區。
在福山車站同時也可利用鐵路福鹽線往北進入轄區北部位於福山平原的區域，並可繼續往西北連接至府中市、世羅町、三次市；而在福山車站沿線的神邊車站還可轉乘井原鐵道的井原線，往東可進入岡山縣的井原市，並繼續沿著小田川經過矢掛町、倉敷市，前往總社市。
過去在1913年至1954年期間，自福山車站也有往南的鞆鐵道線可以連接至沼隈半島東部的鞆町地區，不過此段路線已在1954年停駛，而原本負責營運的鞆鐵道公司則轉型成為專門營運巴士的客運公司。
福山市內的客運路線主要由中國巴士和鞆鐵道所經營，同時以周邊地區為主要營業範圍的井笠巴士公司、北振巴士、尾道巴士也有開設周邊區域至轄內的路線。
在南部鞆之浦地區和走島之間有走島汽船所經營的渡輪航班，和仙醉島之間則有市營渡輪的渡輪航班；而沼隈半島和田島、橫島之間則可以經由內海大橋和睦橋相連。

### 鐵路
- 西日本旅客鐵道
  - 山陽新幹線：（←笠岡市） - 福山車站 - （尾道市→）
  - 山陽本線：（←笠岡市） - 大門車站 - 東福山車站 - 福山車站 - 備後赤坂車站 - 松永車站 - （尾道市→）
  - 福鹽線：福山車站 - 備後本庄車站 - 橫尾車站 - 神邊車站 - 湯田村車站- 道上車站- 萬能倉車站 - 驛家車站 - 近田車站 - 戶手車站 - 上戶手車站 - 新市車站 - （府中市→）
- 井原鐵道
  - 井原線：（←井原市） - 御領車站 - 湯野車站 - 神邊車站

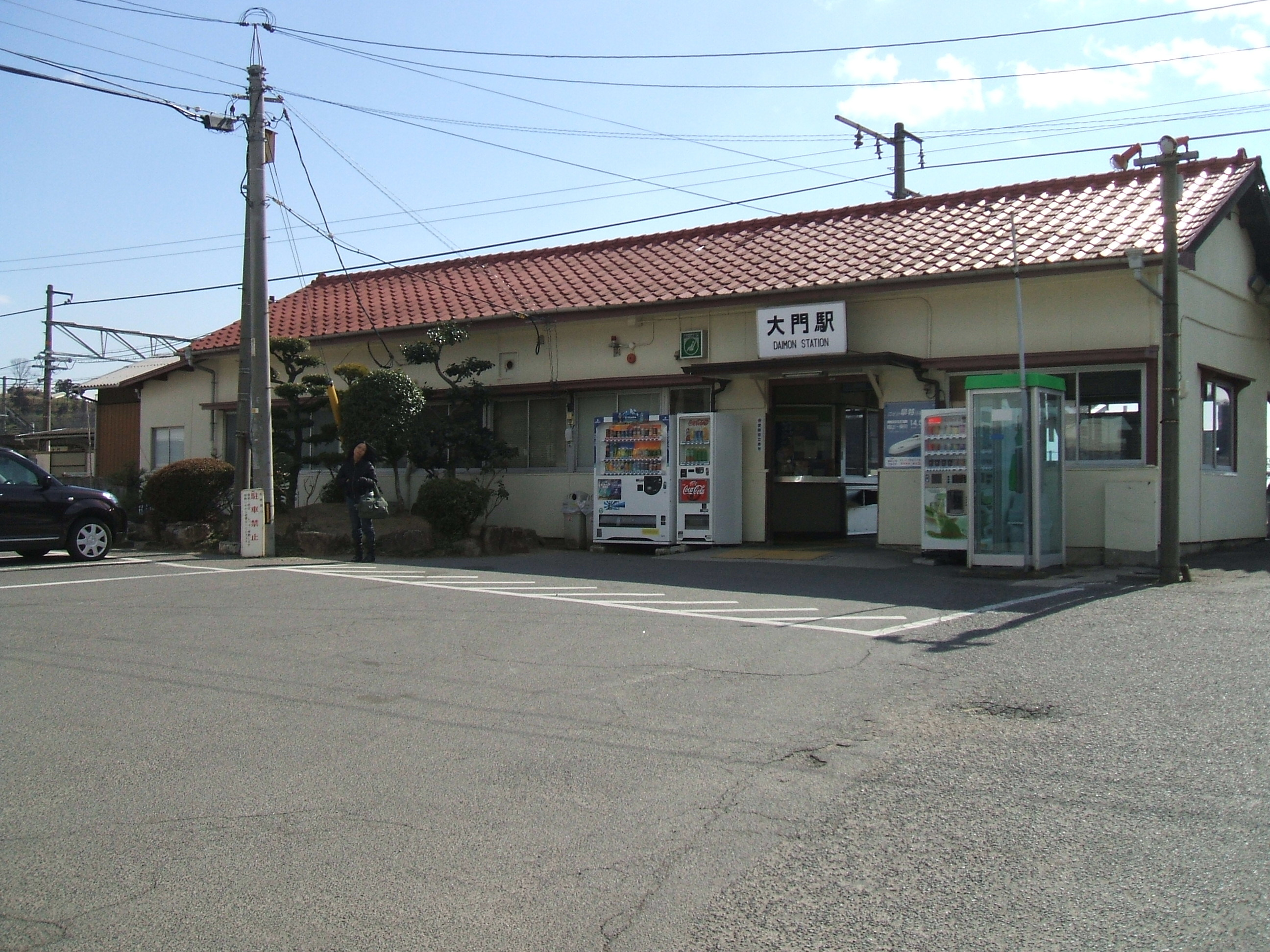
大門車站
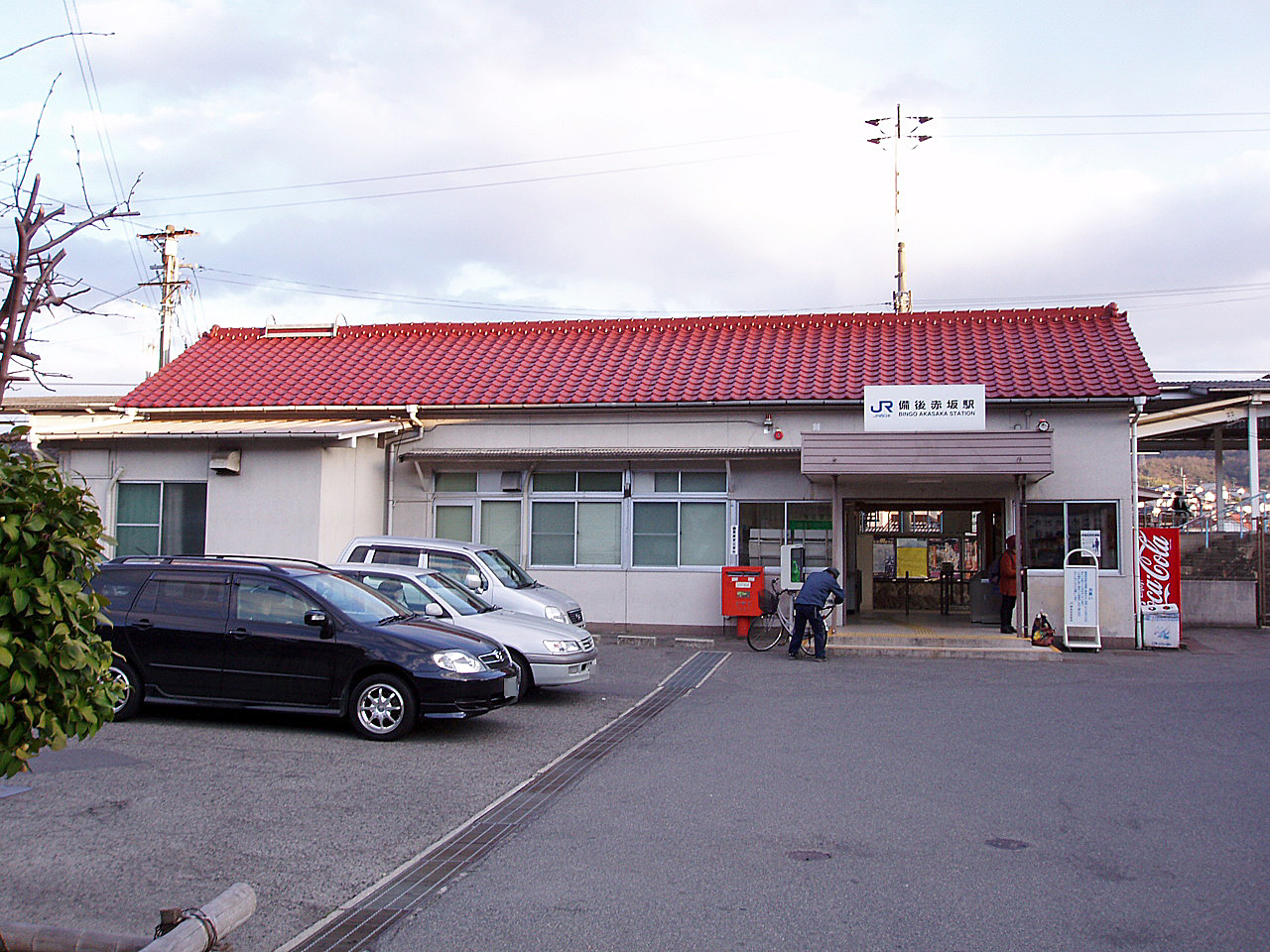
備後赤坂車站
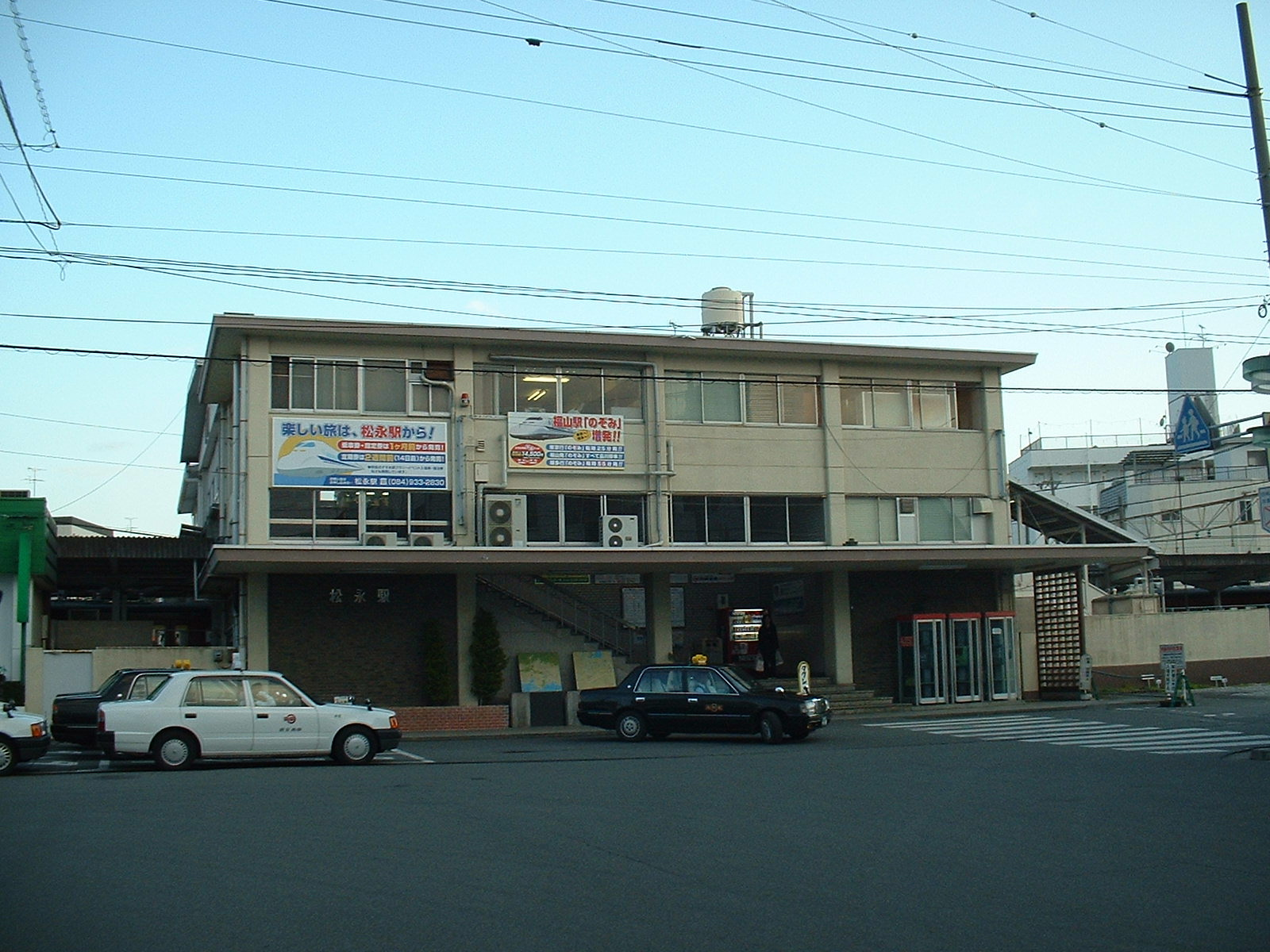
松永車站北口
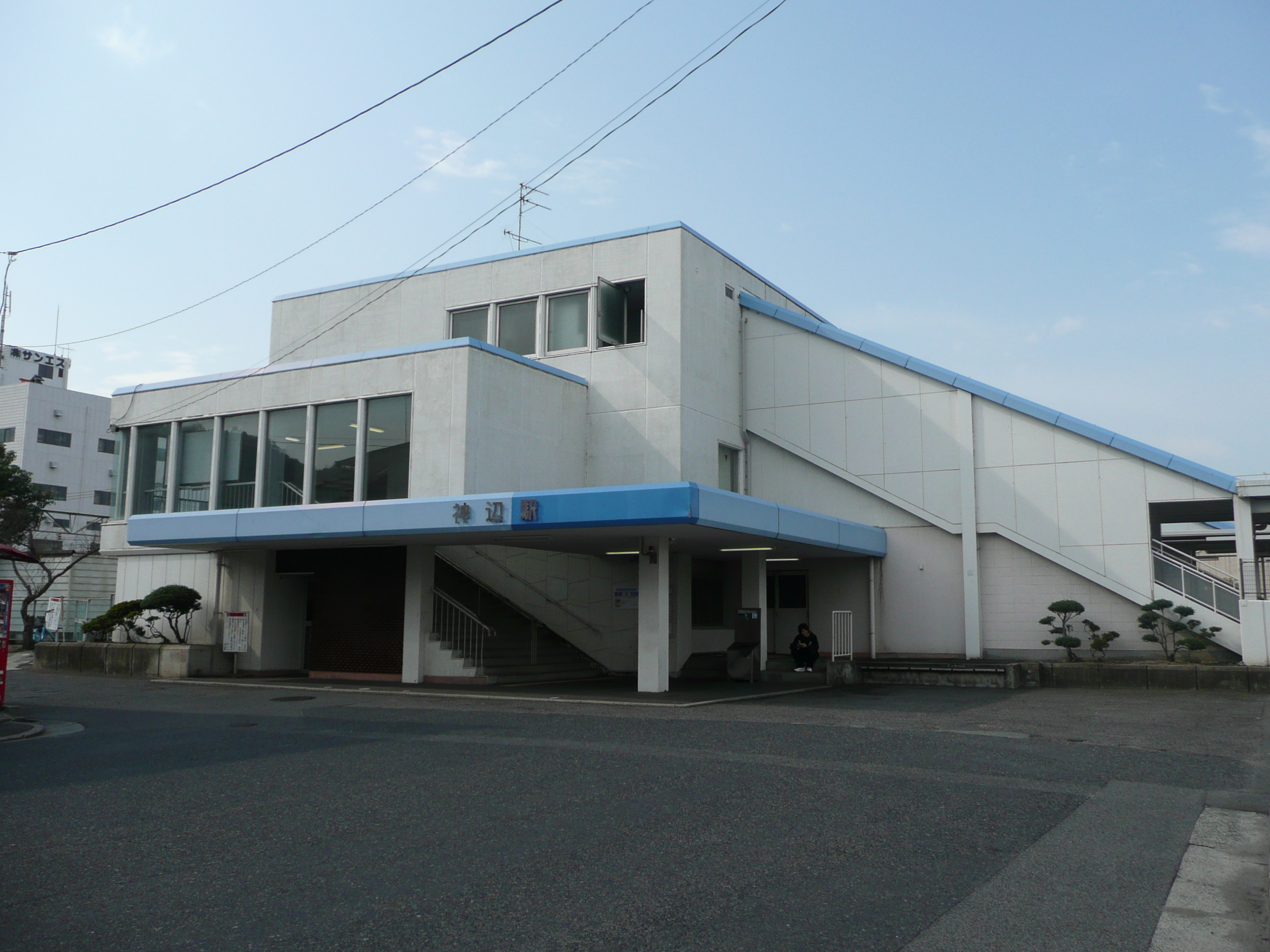
神邊車站
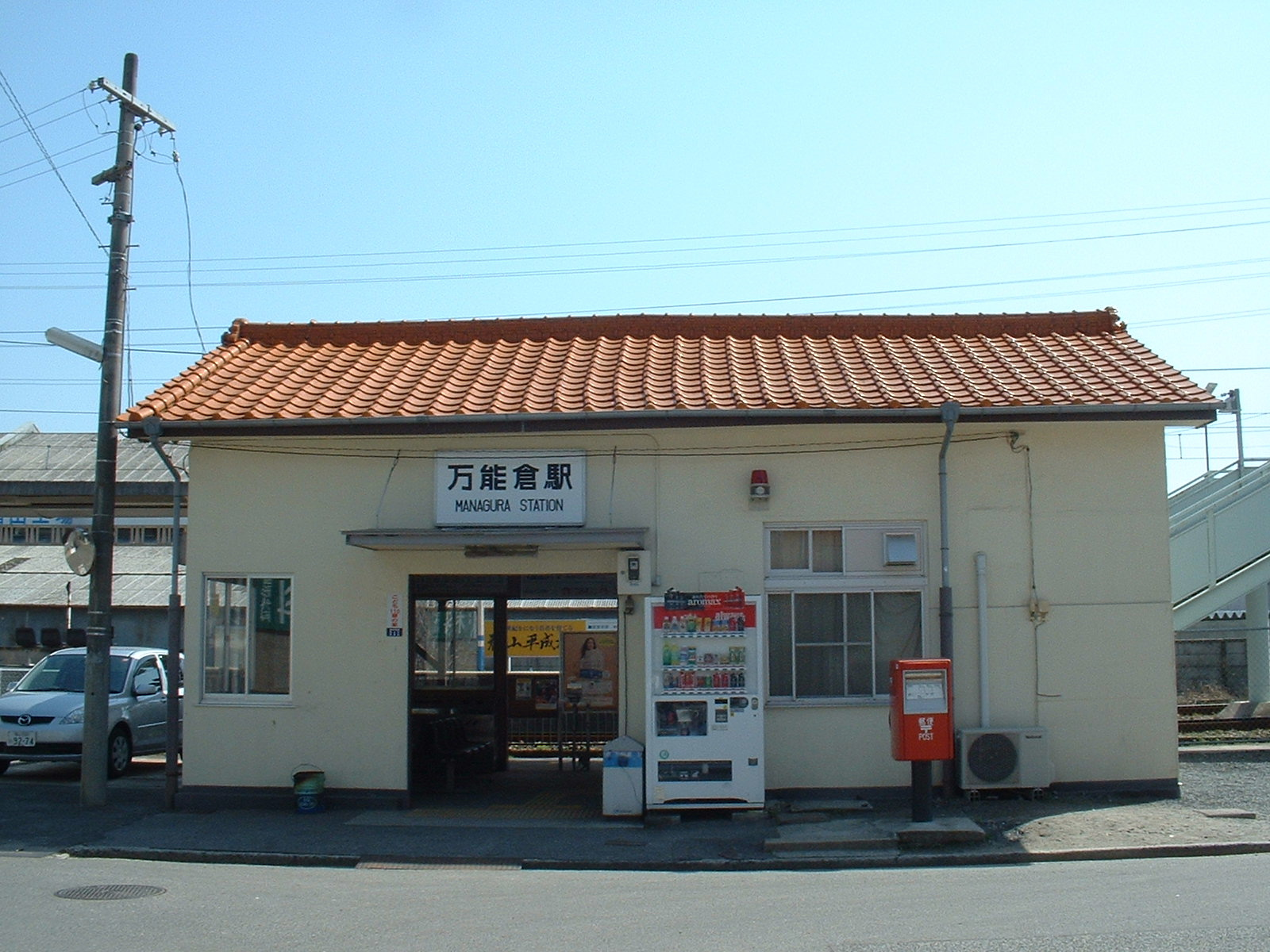
萬能倉車站
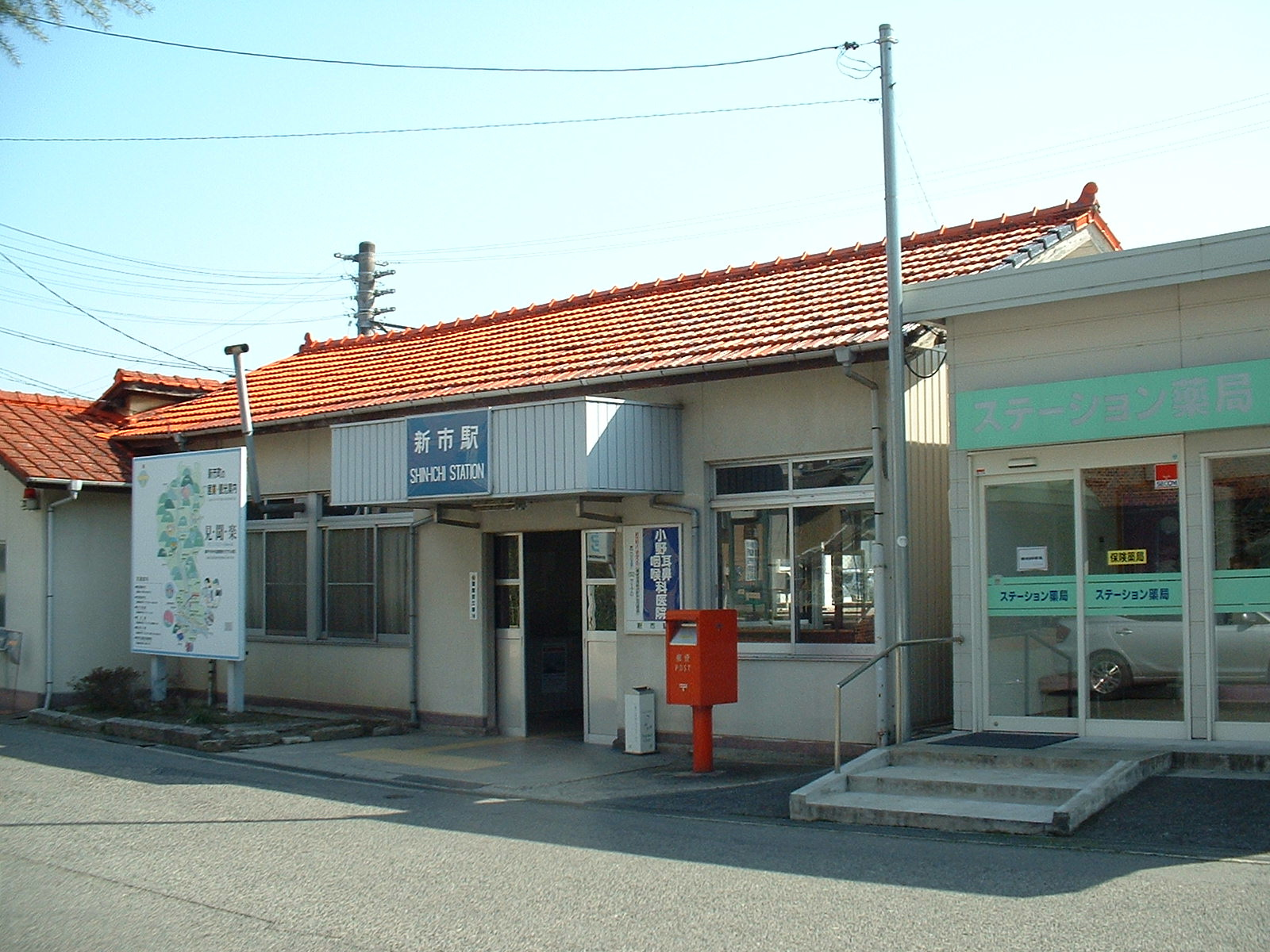
新市車站
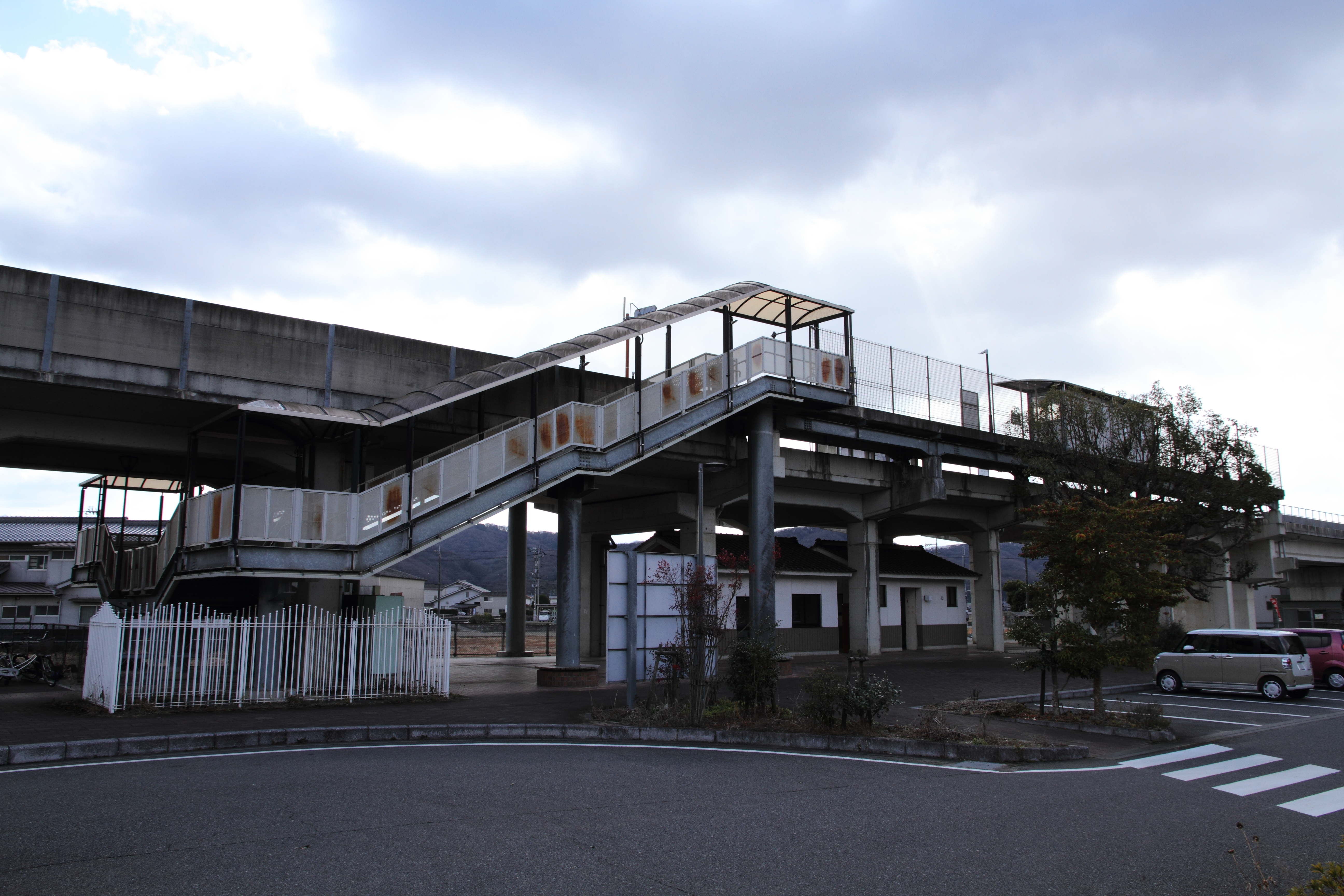
御領車站
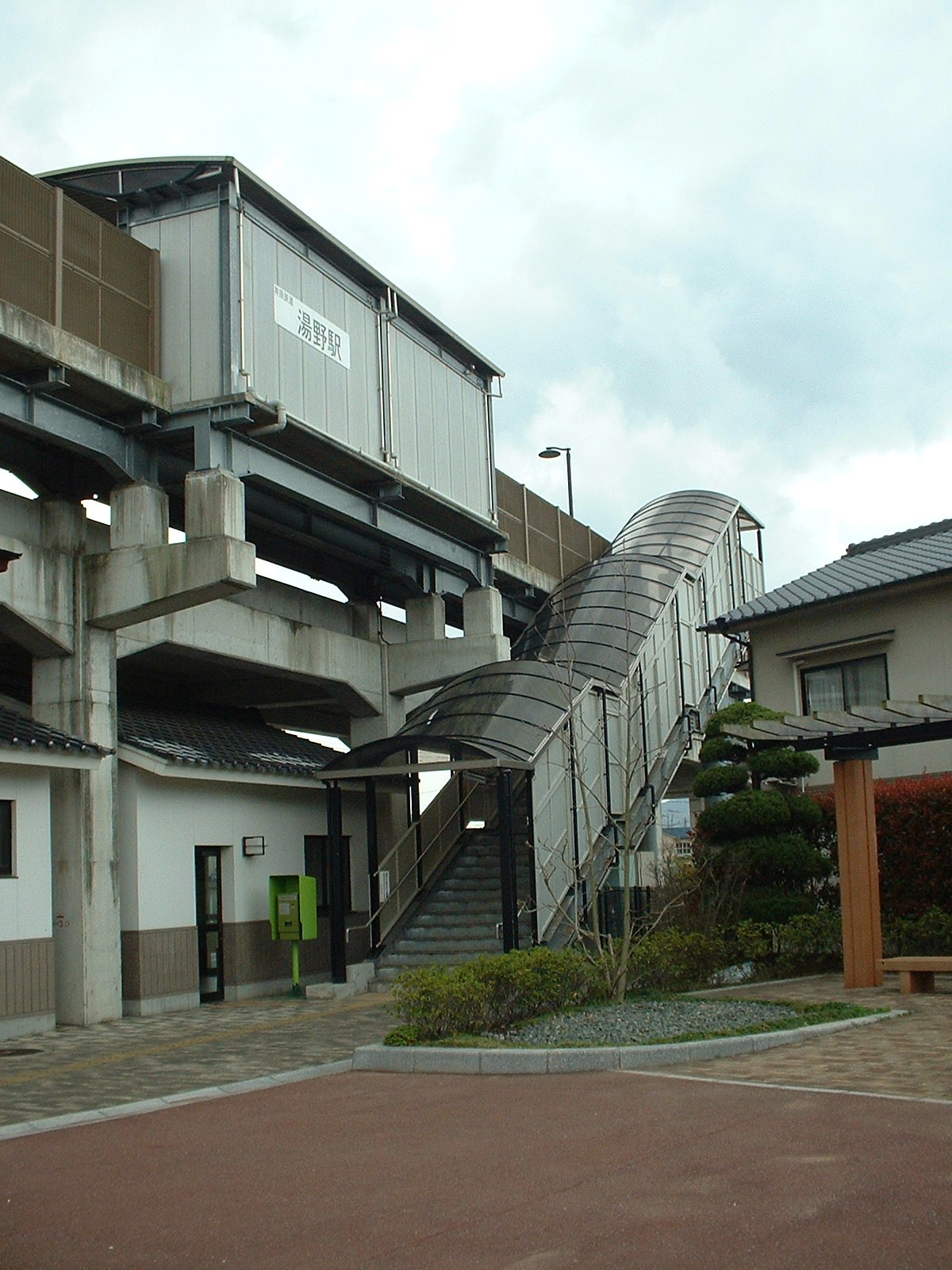
湯野車站

### 道路
高速道路
- 山陽自動車道：（笠岡市） - 福山東交流道 - 福山服務區 - 福山西交流道 - （尾道市）

## 觀光資源
由於福山車站是建於過去福山城的三之丸內堀、外堀區域，因此現在在福山車站的新幹線月台即可直接見到於1966年重建的福山城天守；在福山城天守閣內也設有「福山城博物館」，其內介紹了福山本地的歷史及文化。
在福山城西南側的廣島縣立歴史博物館則是以13世紀至15世紀期間曾在現在蘆田川河口區域發展出的港口城市草戶千軒町遺跡為主題，除了展示相關出土文物，也有模擬仿製過去草戶千軒町的街景。
位於沼隈半島東南側的鞆之浦過去在八世紀時曾是在路瀨戶內海航行船隻等待潮流變化的中轉港口城鎮，現在雖然已經失去港口城鎮功能，但其街道及港口區域依然保留了許多過去的建築及設施而成為觀光景點，此區域及周邊的仙醉島、弁天島在1934年瀨戶內海國立公園設立之初即被劃入公園的範圍內。位於鞆之浦港口西側的「常夜燈」高度超過十公尺，是日本現存的自江戶時代保存至今的常夜燈中最的大的一做，也是鞆之浦本地的地標。現在在過去的鞆城遺址上建有鞆之浦歴史民俗資料館，又被稱為「待潮之館」，期內固定展示有鞆之浦本地的歷史資料，也會不定期地以鞆之浦周邊地區或是瀨戶內海為主題舉辦特展。此區域也是動畫電影《崖上的波妞》場景的取景地點。

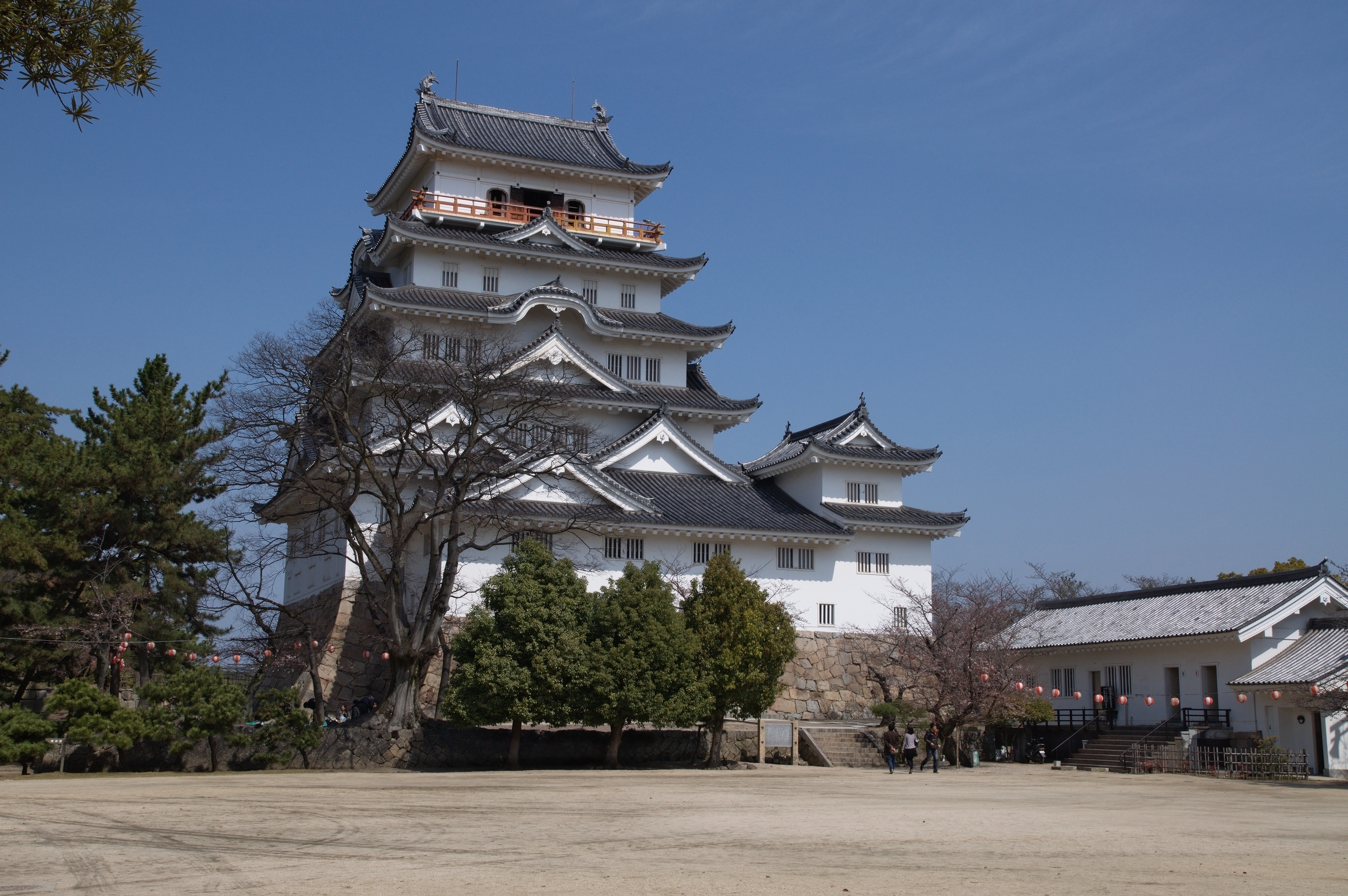
福山城天守
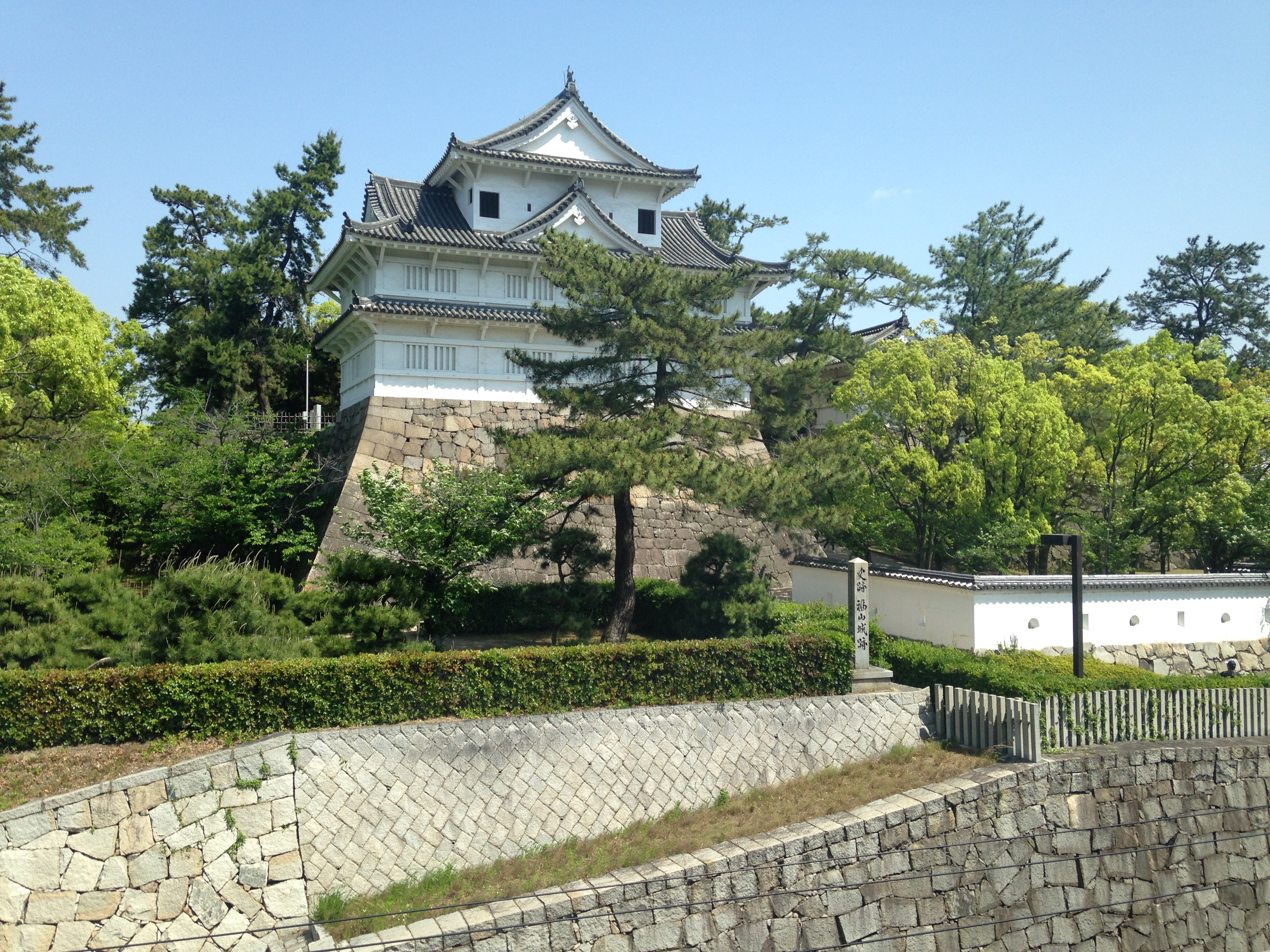
從福山車站新幹線月台看到的福山城伏見櫓
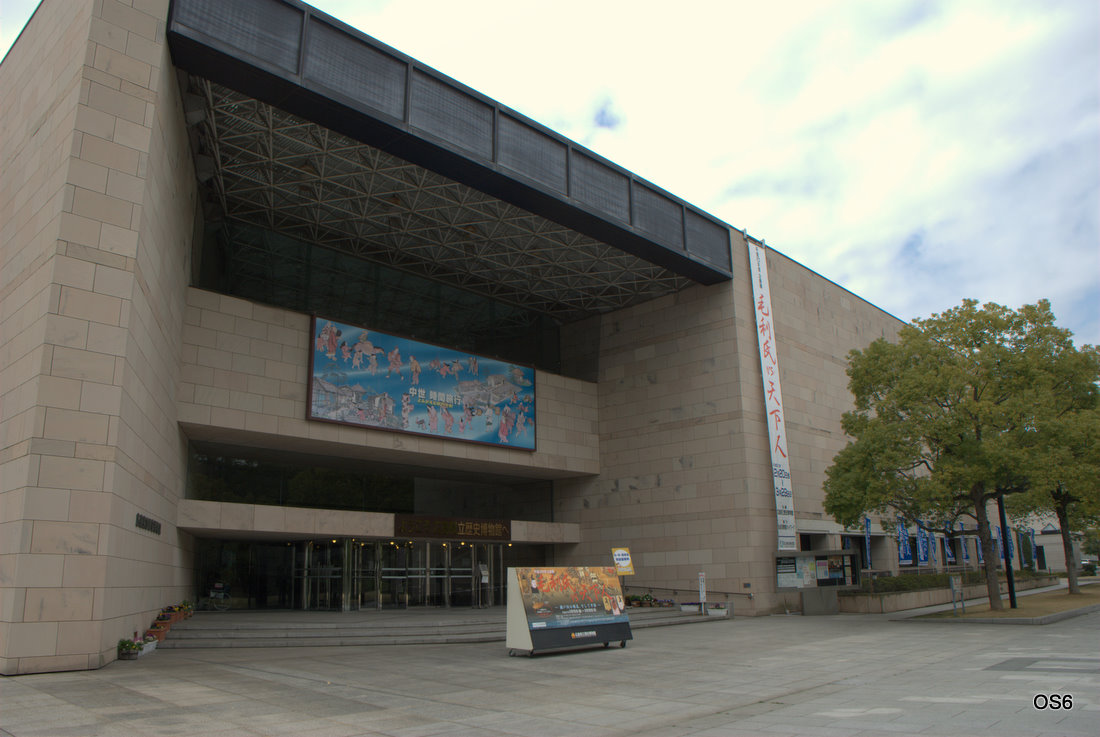
廣島縣立歷史博物館
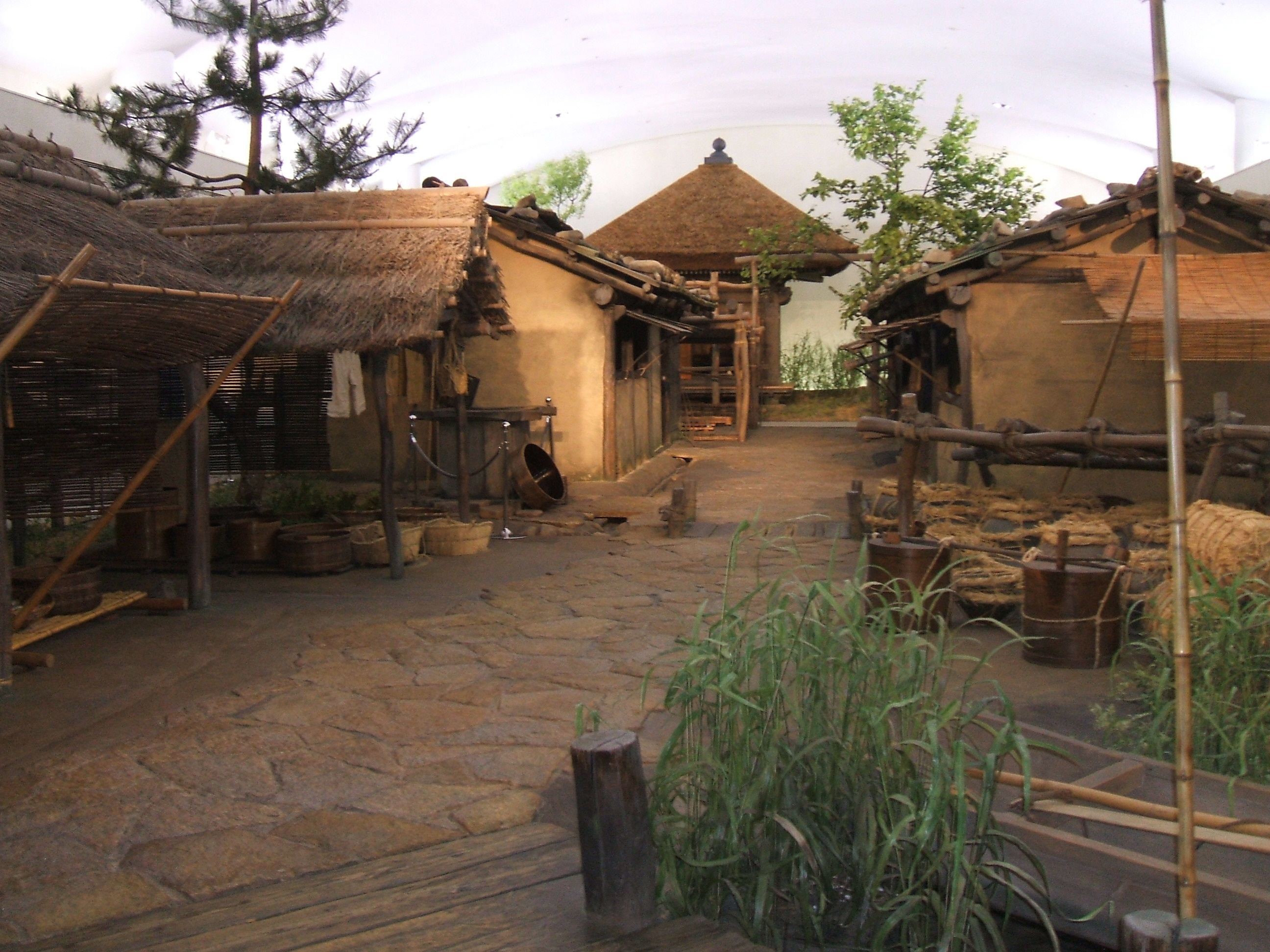
廣島縣立歷史博物館內的草戶千軒町模擬街景
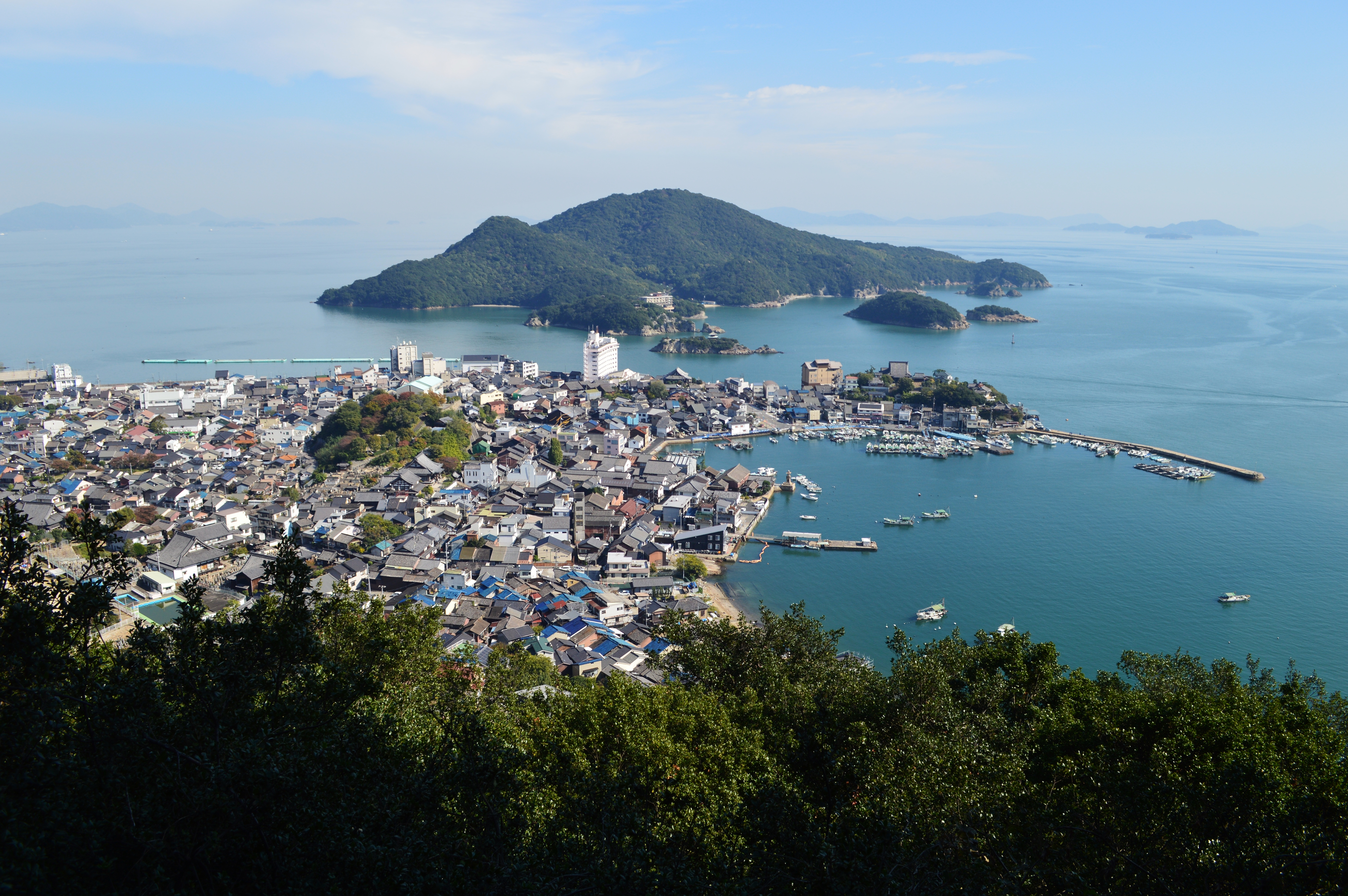
鞆之浦市區及仙醉島
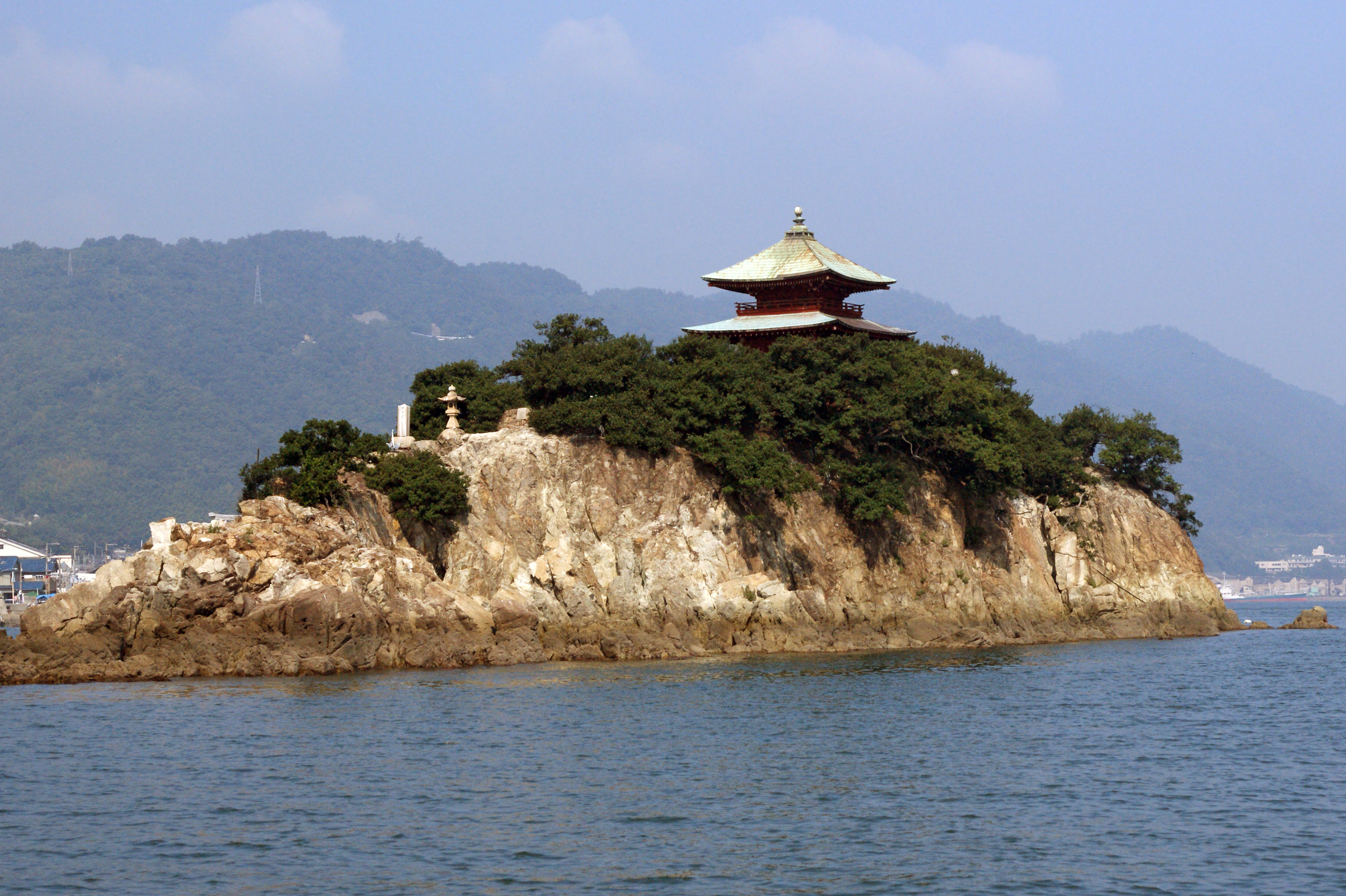
弁天島
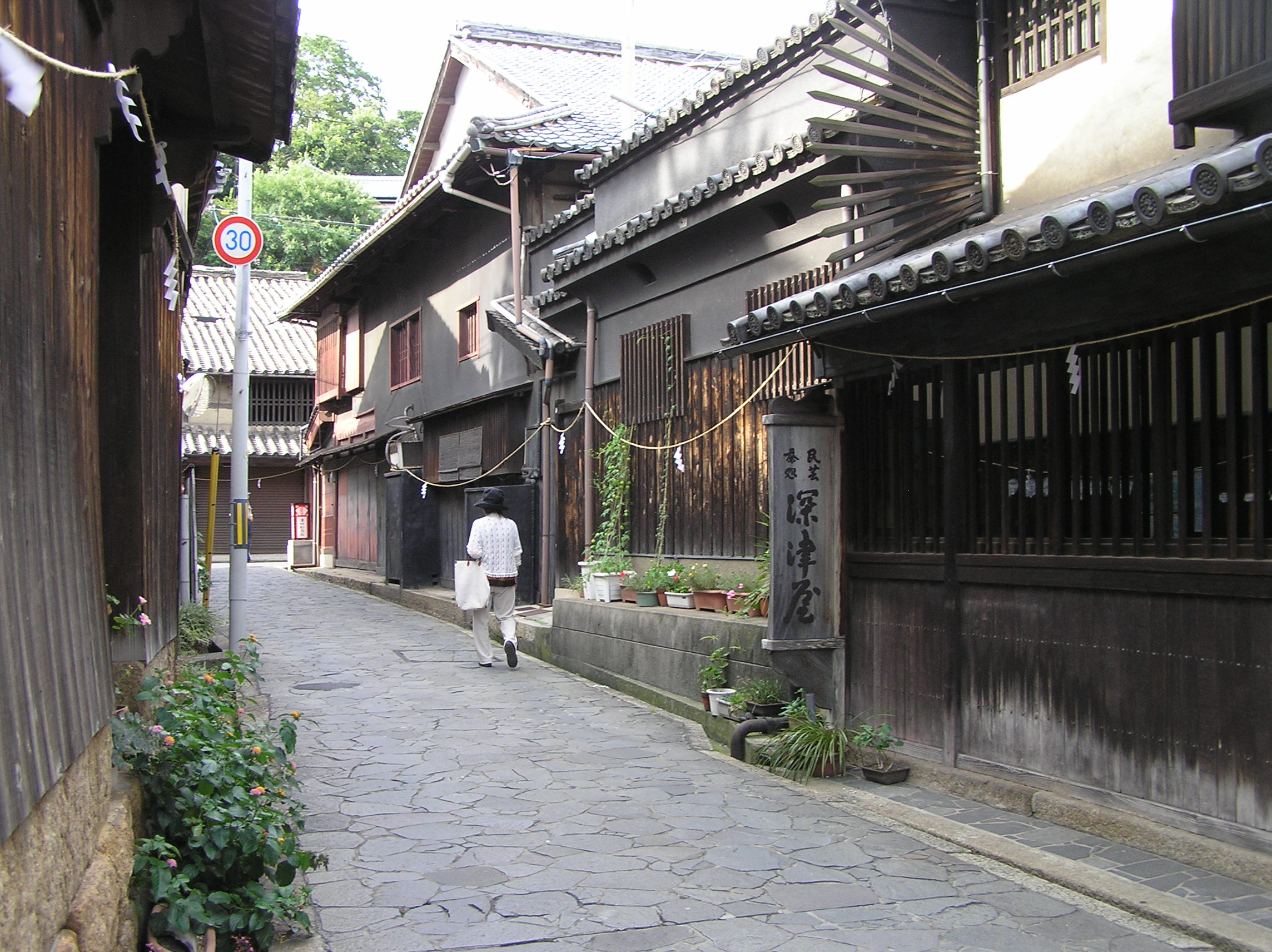
鞆之浦街景
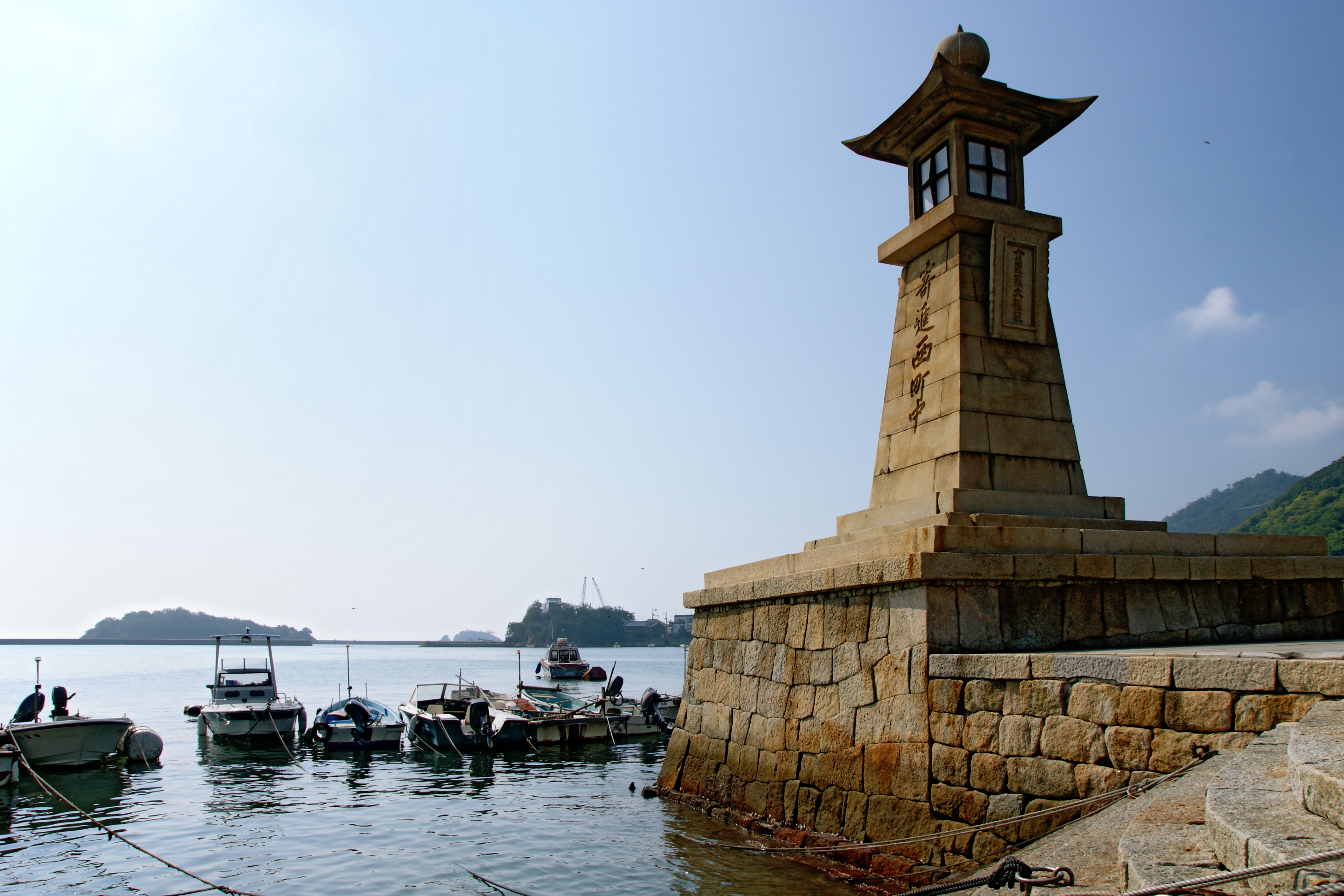
鞆之浦港口的常夜燈
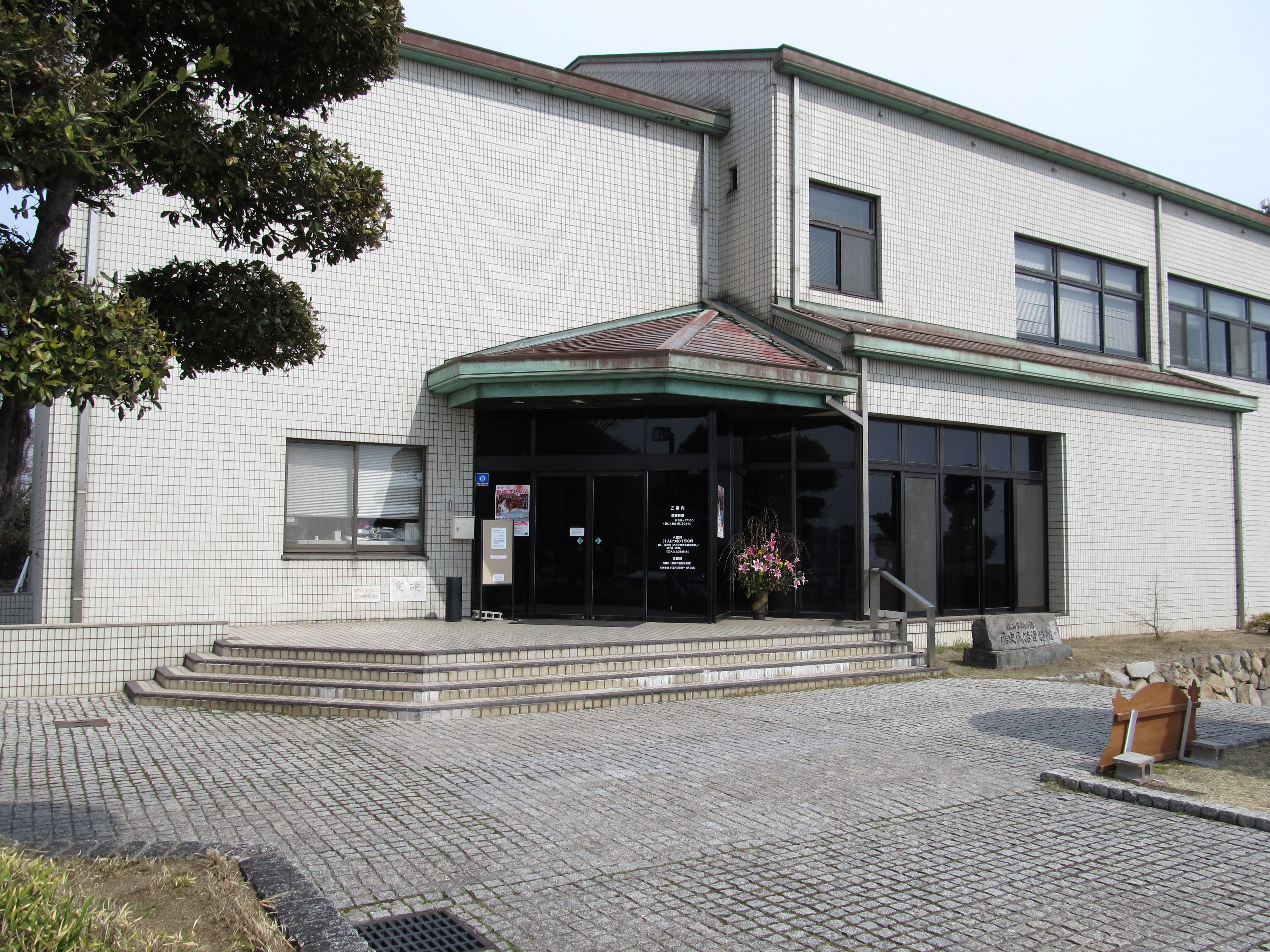
鞆之浦歴史民俗資料館

## 教育
市內的高等教育學校有公立的福山市立大学，以及私立的福山大学和福山平成大学。
福山市立大学的前身為1963年成立的「福山女子短期大學」，在1974年轉由福山市經營而更名為「福山市立女子短期大学」，2010年改設為四年制的大學；目前以教育學院及城市管理學院兩個領域為主。
福山大学成立於1975年，最初以經濟學院及工學院為主，目前已擴展為擁有藥學院、經濟學院、人間文化學院、工學院、生命工學院多個領域，學生總人數超過3,000人的大型綜合大學。
1989年廣島大學將位於福山市的校區遷移至東廣島市後，福山當地企業為避免影響經濟狀況，發起新設立大學，於是福山大學將商業信息學分出，並利用過去廣島大學的舊校地設立福山平成大学；目前除了商業信息學，立福山平成大学也有護理學系及福祉健康學部。

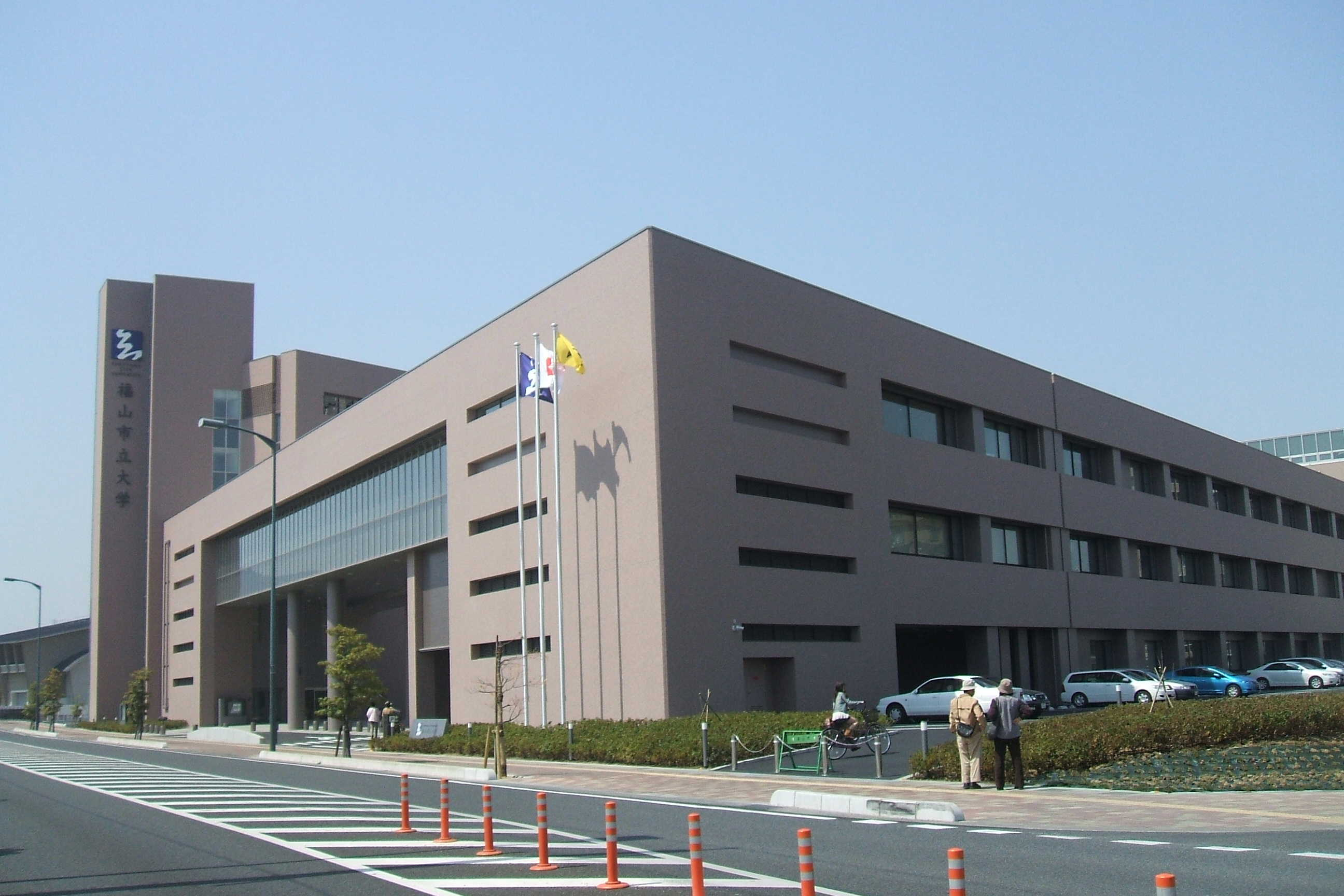
福山市立大學的校舍
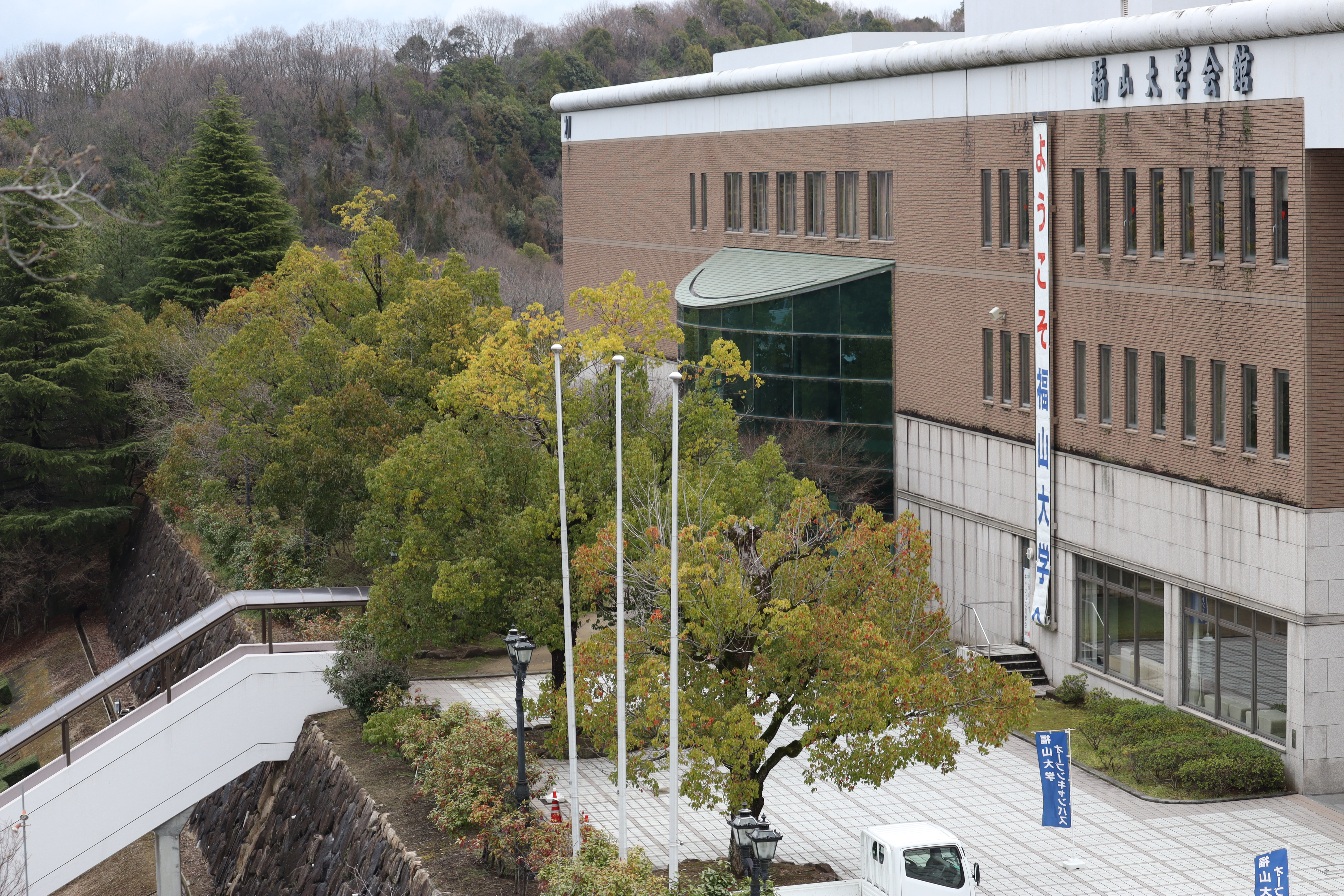
福山大學的大學會館
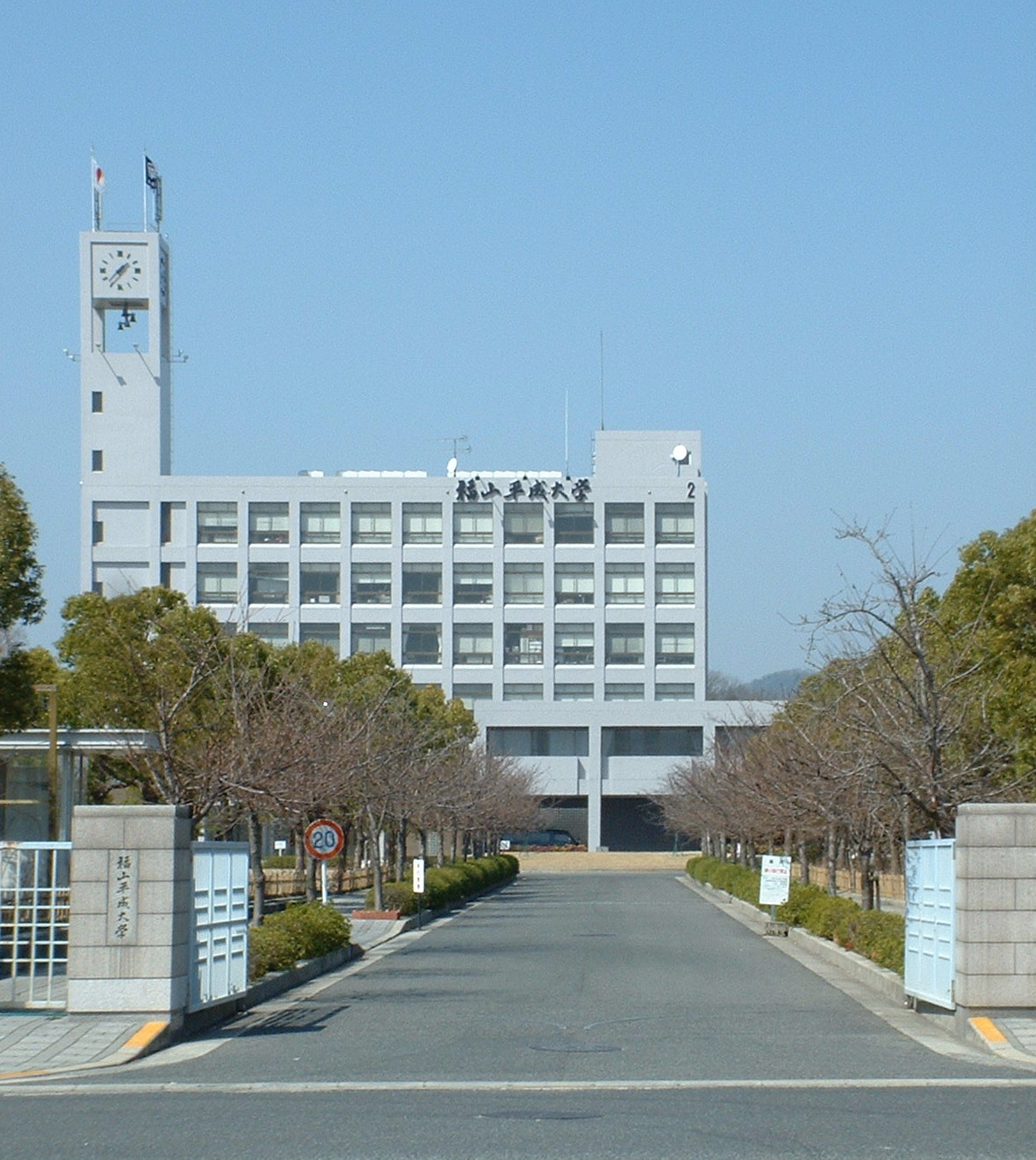
福山平城大學

## 姊妹、友好都市

### 日本
- 岡崎市（愛知縣）
岡崎市與福山市同樣都是在1916年7月1日升格改制為市，在二次大戰期間也同樣遭到戰爭之破壞，於1946年都被列入戰災復興都市計畫（日语：戦災復興都市計画），兩地因而在1971年締結為親善友好城市。[34]

### 海外
- 哈密尔顿（加拿大安大略省）
兩地同為煉鋼產業重鎮，因此兩地於1976年締結為友好都市。[34]
- 浦項市（韓國慶尚北道）
兩地同為煉鋼產業重鎮，因此兩地於1979年締結為友好都市。[34]
- 独鲁万市（菲律賓礼智省）
二次大戰期間，於福山市編組成立的大日本帝國陸軍第30師團歩兵第41連隊（日语：歩兵第41連隊）最終於此地全滅；由於福山市會定期至独鲁万市進行祭拜，兩地因而於1980年締結為友好都市。[34]
- 茂宜郡（美國夏威夷州）
在二十世紀初有大量來自福山本地的居民移民至此，兩地因此於2008年5月17日締結為友好都市。[34]

## 外部連結
- （日語） えっと福山的Facebook專頁
- （日語） 福山市的X（前Twitter）
- （日語） 福山市的Instagram帳戶
- （日語） 福山市觀光協會 （页面存档备份，存于）
  - （繁體中文） 福山廣島旅遊指南 （页面存档备份，存于）
  - （简体中文） 福山廣島旅遊指南 （页面存档备份，存于）